# 対馬
対馬（つしま、旧字体：對馬）または対馬島（つしまとう、英語: Tsushima Island）は、日本の九州の北方の玄界灘にある、長崎県（ながさきけん）に属する島で、島全域が対馬市の1島1市体制である。面積は日本第10位で、島内人口は2万8374人（2020年10月1日現在）。

## 概説

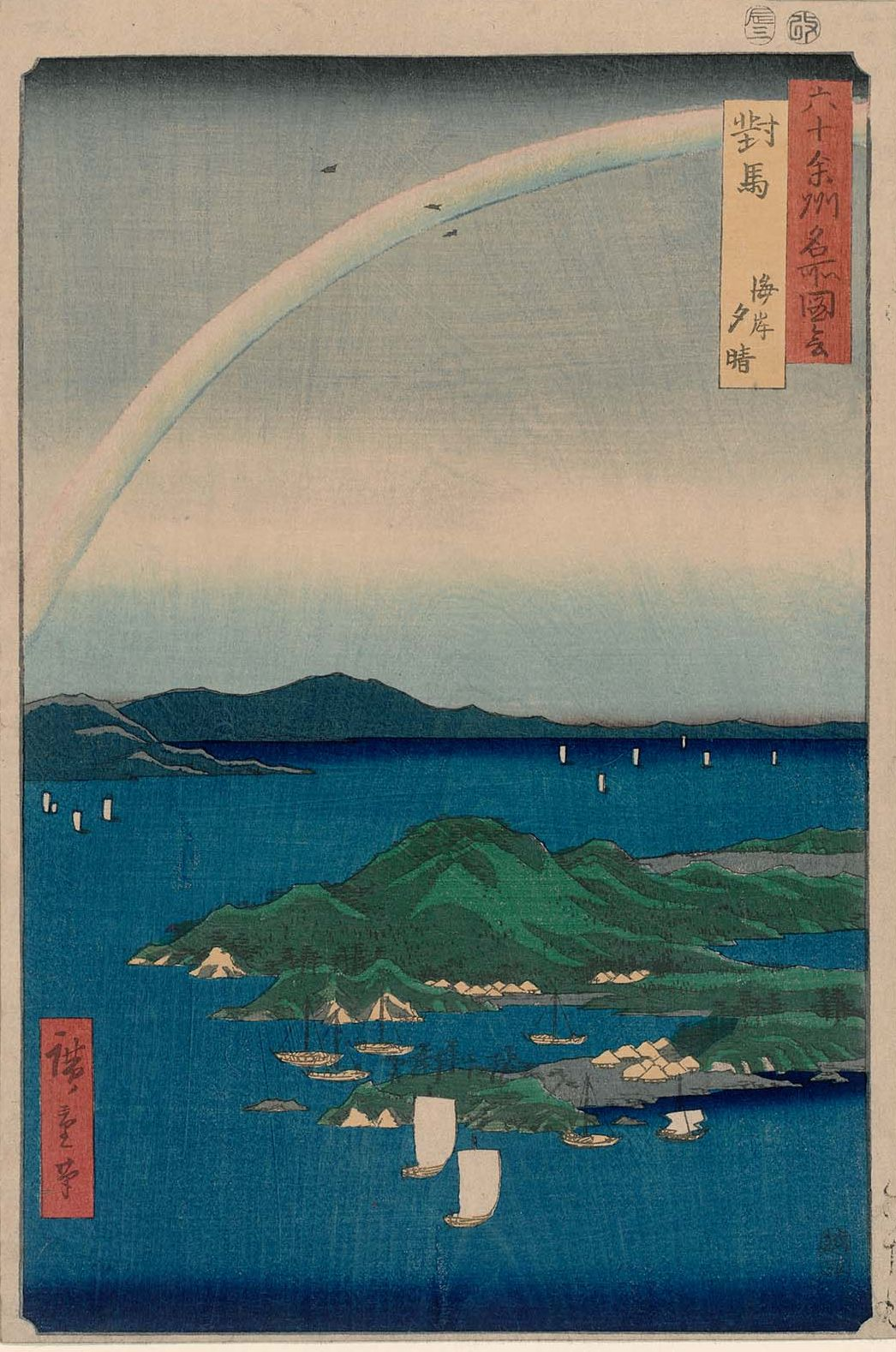
歌川広重『六十余州名所図会 対馬 海岸 夕晴』／安政2年（1856年）の作。

主島は対馬島（つしまじま、つしまとう）で、このほか属島として5つの有人島（海栗島、泊島、赤島、沖ノ島、島山島）と102の無人島がある。この対馬島と属島をまとめて一般的な表現として「対馬」と呼ぶことが多い。古くは対馬国（つしまのくに）や対州（たいしゅう）、また『日本書紀』において、対馬島（つしま。3文字合わせてこう読むのが書紀古訓での伝統）と記述されていた。
地理的に朝鮮半島に近いため、古くからユーラシア大陸と日本列島の文物が往来し、日本にとっては大陸との文化的・経済的交流の窓口の役割を果たしてきた。現在は大韓民国（韓国）からの観光客が増加しており、日本の海釣りの名所として知られ、島内の至る所にハングルが併記された標識や案内を見ることができる。なお、韓国における対馬の呼称は、日本語読みに準じた「쓰시마섬」と、朝鮮語読みである「대마도(漢字:對馬島)」の2種類が存在する（後述）。
対ロシア帝国、対ソビエト連邦の防衛上の重要拠点であり、冷戦時代はソ連軍の軍用機や潜水艦が頻繁に出没していた。
地政学的にはチョークポイントにあたるところから、古代から国境の島として、対外交流の窓口にあたる役割を果たす地として、外交上からも重視された。江戸時代には対外交流の窓口として朝鮮通信使を迎え、将軍のいる江戸まで護行するのが対馬藩の役目でもあった。
明治時代から、大日本帝国陸軍は対馬警備隊・対馬要塞を置き、戦後は1956年から航空自衛隊の海栗島分屯基地が設けられ、1961年から陸上自衛隊の対馬駐屯地も置かれ、対馬警備隊へと発展している。また、明治時代には大日本帝国海軍の施設も置かれたことがあり、現在は海上自衛隊の対馬防備隊が置かれている。もちろん陸上自衛隊も駐屯して、市民との交流や災害派遣などにも備えており、航空自衛隊の施設もある。

## 地理概況

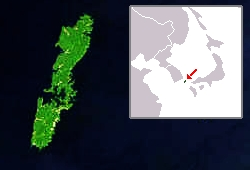
対馬の位置と衛星画像

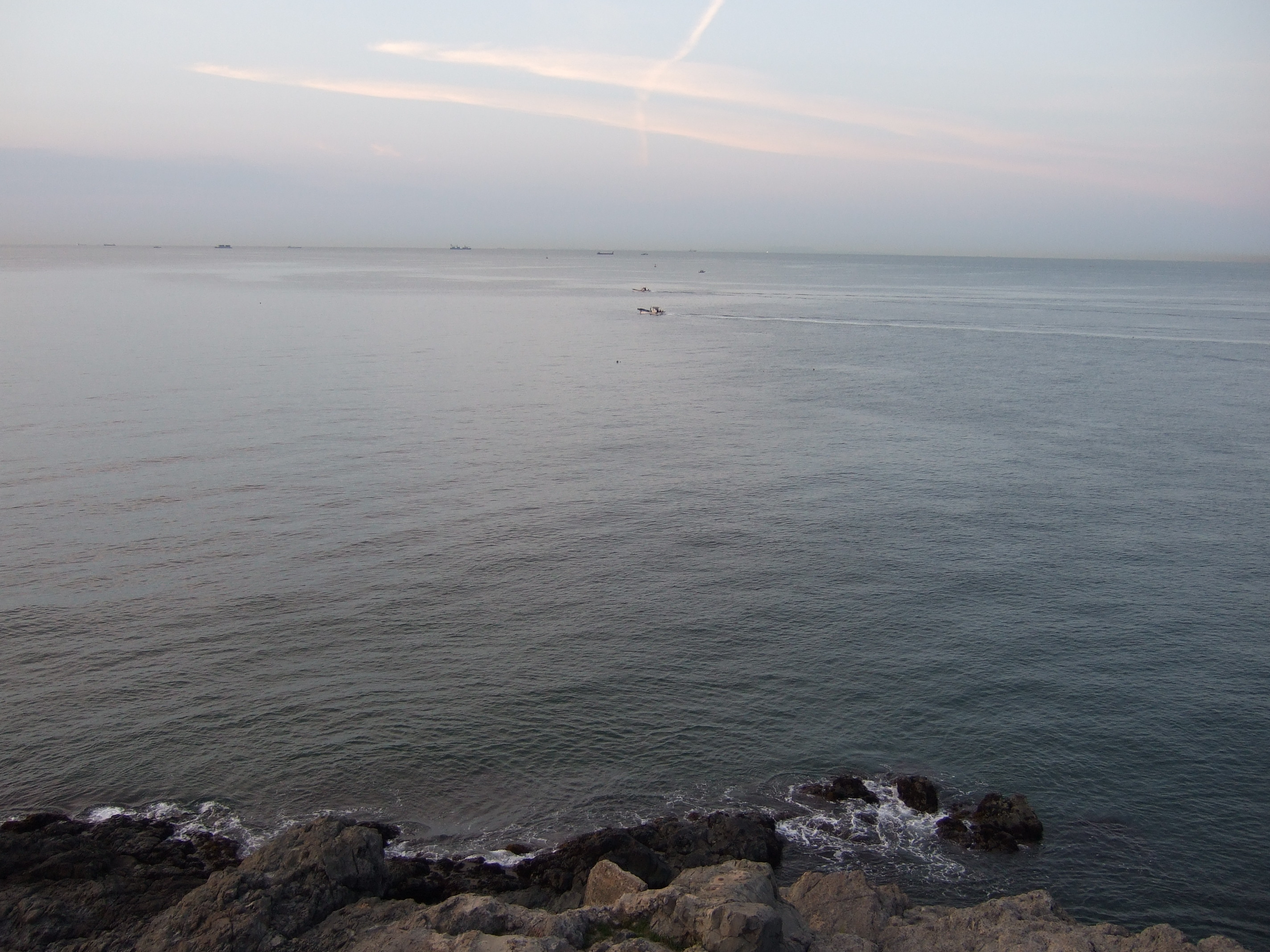
釜山の冬柏から望む対馬

日本海の西の入り口に位置する対馬島は、九州本土から玄界灘と対馬海峡東水道（狭義の対馬海峡）をはさんで約132キロメートル、朝鮮半島へは対馬海峡西水道（朝鮮海峡）をはさんで約49.5キロメートルの距離にある。形状は、南北に82キロメートル、東西に18キロメートルと細長く、面積は約700km2で、日本の島では第10位の広さである。
対馬全島の人口は、1960年の6万9556人をピークとして減少し、1980年には5万0810人、2016年には3万1963人まで減少した。世帯数は1万5166世帯で、1980年からあまり減少していない。島に若者が働ける仕事先が少なく核家族化と高齢化が進んでいる。
行政は長崎県に属しているが、人びとの日常生活のうえでは航空機やフェリーの直行便数が多い福岡県との結びつきが深い。
対馬は、南北に細長い形状の対馬島と、100を超える小島から形成される。主島の面積は695.74km2であり、すべての島を合わせた面積は、707.42km2である。有人島は、主島、泊島、赤島、沖ノ島、島山島、海栗島の6島である。このうち海栗島を除く5島は橋梁または埋め立てにより結ばれている。
| 島名             | よみ                   | 国調人口 (2020年) | 国調人口 (2015年) | 国調人口 (2010年) | 面積 (km2) | 海岸延長 (km) |
| ---------------- | ---------------------- | ----------------- | ----------------- | ----------------- | ---------- | ------------- |
| 対馬(島)         | つしま(じま)           | 28,374            | 31,301            | 34,230            | 695.74     | 880.3         |
| (対馬)上島       | (つしま)かみのしま     | 12,159            | 13,531            | 15,233            | 441.01     | 599.0         |
| (対馬)下島       | (つしま)しものしま     | 15,488            | 17,011            | 18,144            | 247.01     | 253.2         |
| 大船越島         | おおふなこしじま       | 727               | 759               | 853               | 7.72       | 28.2          |
| 島山島           | しまやましま           | 25                | 31                | 30                | 4.70       | 46.9          |
| 沖ノ島           | おきのしま             | 18                | 18                | 21                | 2.62       | 23.3          |
| 黒島             | くろしま               | 0                 | 0                 | 0                 | 0.87       | 8.6           |
| 赤島・泊島       | あかしま・とまりじま   | 34                | 43                | 56                | 0.62       | 7.8           |
| 赤島             | あかしま               | 25                | 34                | 46                | 0.51       | 6.6           |
| 泊島             | とまりじま             | 9                 | 9                 | 10                | 0.11       | 1.4           |
| 黒崎島           | くろさきじま           | 0                 | 0                 | 0                 | 0.26       | 4.7           |
| 大干切島         | おおひぎれじま         | 0                 | 0                 | 0                 | 0.19       | 3.3           |
| 内院島           | ないんじま             | 0                 | 0                 | 0                 | 0.14       | 2.8           |
| 海栗島           | うにじま               | 51                | 64                | 70                | 0.14       | 2.8           |
| 榎島・中ノ島     | えのきしま・なかのしま | 0                 | 0                 | 0                 | 0.14       | 2.8           |
| 志々加小島       | ししかこじま           | 0                 | 0                 | 0                 | 0.11       | 2.3           |
| 対馬(属島を含む) | つしま                 | 28,502            | 31,457            | 34,407            | 707.42     | 934.2         |

### 地形・地勢

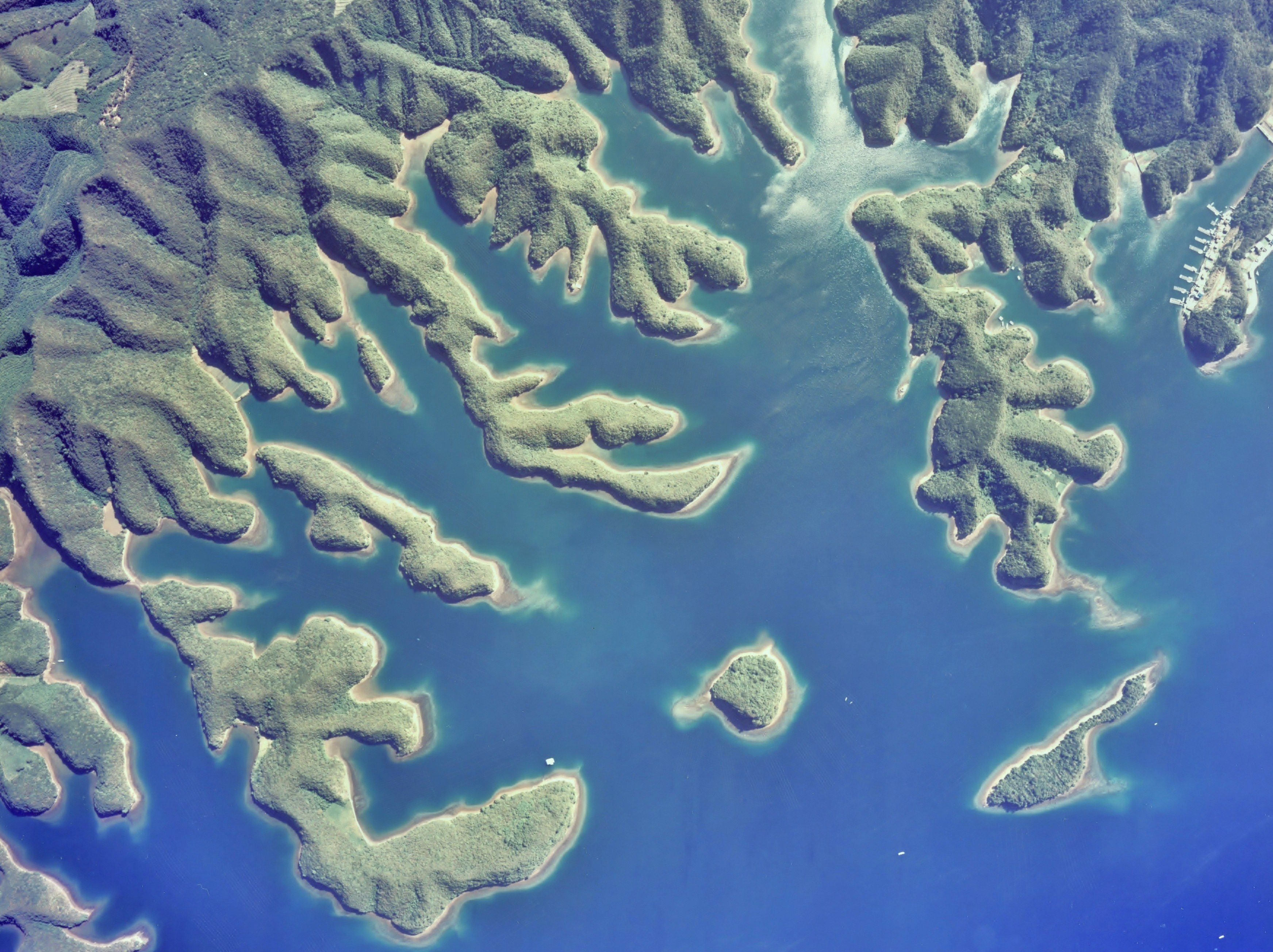
浅茅湾、大千切島付近の空中写真。（1977年撮影）
谷が沈降してできた入り江である溺れ谷の様子が分かる。

東海岸の一部と下島の西海岸の一部を除くほぼ全域でリアス式海岸が発達し、海岸線の総延長は915キロメートルにもおよぶ。特に主島の中央には西から大きく切り込んだ浅茅湾（あそうわん）があり、東からも三浦湾、大漁湾（おろしかわん）などが切れ込んで、多島海を形成している。また、浅茅湾の自然海岸線の延長は日本一の長さとして知られる。その他、各地に小さな湾があり、多くは漁港として利用される。断崖絶壁もしばしば見られ、なかには、標高差が100メートルにおよぶものもある。
主島はかつて1つの島だったが、地峡となっていた部分に運河として、1672年（寛文12年）に大船越瀬戸が、1900年（明治33年）に万関瀬戸が開削された。一部に北側を上島(対馬上島)、南側を下島(対馬下島)と呼ぶ人もいるが、国土地理院では「堀切りがあろうと、なかろうと対馬は対馬であり、一つの島と認識している」という見解である。なお対馬でも島の南北を指すときには、古代以来、北を上県（かみあがた）、南を下県（しもあがた）と呼ぶのが通例である。また、大船越瀬戸と万関瀬戸に挟まれる形で形成された第三の人工島については、日本歴史地理学会『大日本地誌大系』において「大船越島」と命名されたが、余り一般的ではない。
全体的に山がちで険しいが、下島の方が標高が高い。下島中央部には最高峰の矢立山（標高648.40m）があり、舞石壇（めいしだん、標高536.32m）・龍良山（標高558.38m）などの矢立山系が内山盆地を囲む。その北東に有明山（標高558.09m）があり、浅茅湾南岸に白嶽（しらたけ、標高518m）がある。上島の最高峰は北部にある御嶽（みたけ、標高479m）である。
島内の分水界は東に偏っていて、主要6河川のうち佐護川・仁田川・三根川・佐須川・瀬川の5河川まで西向きに流れる。東へ流れる最大の川は島内流域面積5位の舟志川である。
各河川の下流部には谷底平野があるものの、耕作に適した平地は少なく、陸上交通も概して不便である。このような地形は人々の生活や歴史に大きな影響を与えてきた。

ギャラリー
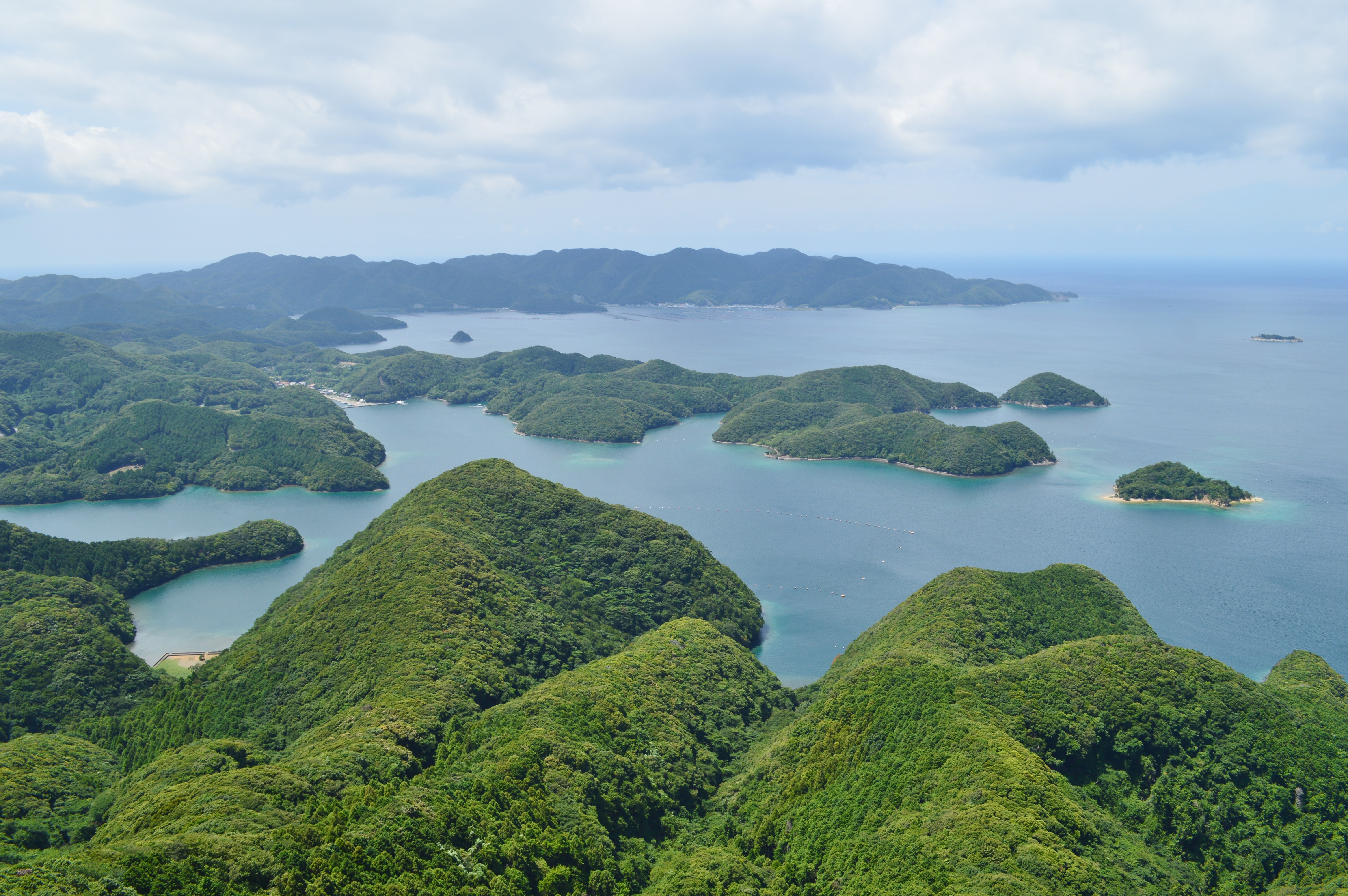
烏帽子岳から望む浅茅湾
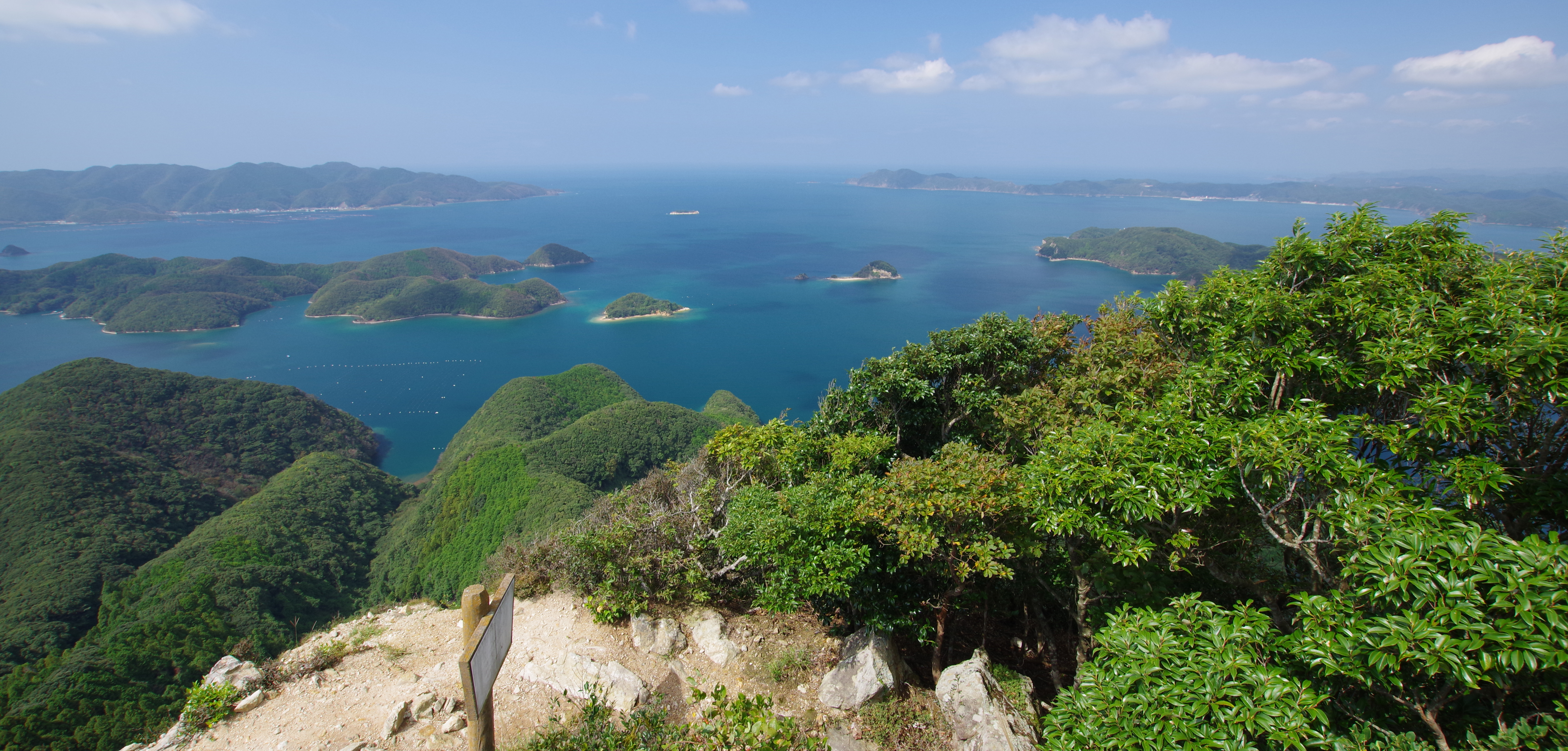
対馬の城山と浅茅湾の頂上
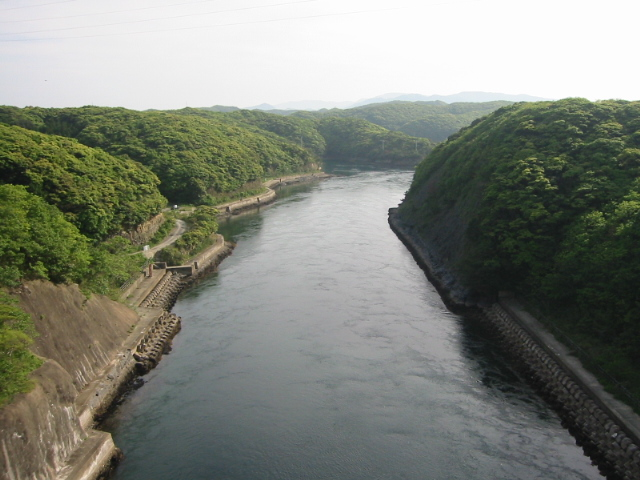
1900年に海軍によって開削された万関瀬戸

### 地質・地史
地質は、大部分が新生代古第三紀に形成された泥質の堆積層で、「対州層」と呼ばれ、北の一部には新第三紀層もみられる。対州層は、主として黒灰色の頁岩や粘板岩から成り、これに砂岩が混じる場合が多く、ところどころに石英斑岩やはんれい岩、花崗岩が貫入する。上島北部の御岳周辺には玄武岩、下島東部に石英斑岩、下島中央部の内山盆地周辺に花崗岩、それを囲む矢立山系には硬いホルンフェルスがそれぞれ分布している。更新世の中頃までは、日本列島と大陸は陸続きであったが、その終末期に海進によって九州と朝鮮半島の間が離れ、対馬は壱岐とともに地塁島（飛び石のようになった島）として取り残された。
海岸地形と海底地形から判断して隆起と沈降とを繰り返して今日にいたったと考えられる。陸地の大部分が低山で占められ、平地は少ないものの、山頂部には平坦面もみられる。山地は隆起準平原によるものと考えられる。北部の御嶽や香ノ木山（標高307m）は準平原上に突出した残丘であり、南部の内山盆地は貫入した花崗岩が浸食を受け窪地になったものと考えられている。

## 気候
対馬海峡には暖流の対馬海流が流れているため、その影響で年間通して比較的温暖で雨が多いという典型的な海洋性気候である。
春は西のアジア大陸から吹いてくる季節風が原因で、ゴビ砂漠などの黄砂の影響を受ける。夏は30℃を超えない日が比較的多く、比較的涼しく過ごしやすいが梅雨前線や秋雨前線が停滞し豪雨に見舞われることも多い。秋は比較的雨が少なく、冬は平均気温は6℃程度と比較的温暖なのにもかかわらず、大陸からの寒波が直撃すると、氷点下5℃を下回ることや、日中も氷点下の真冬日となることもある。鰐浦アメダスの真冬日頻度や、1年で最も低い日の最低気温は、平均気温で3℃以上低い宮城県の江ノ島と同程度となっている。
平均的には太平洋ベルトの大都市程度の気候であるにも関わらず、年に一度の寒波襲来時には東北南部の島嶼レベルに気温が下がる。島嶼部としては極めて大きいこの気温差には、大陸に近いことが影響している。
| 厳原特別地域気象観測所（対馬市厳原町東里、標高4m）の気候 | 厳原特別地域気象観測所（対馬市厳原町東里、標高4m）の気候 | 厳原特別地域気象観測所（対馬市厳原町東里、標高4m）の気候 | 厳原特別地域気象観測所（対馬市厳原町東里、標高4m）の気候 | 厳原特別地域気象観測所（対馬市厳原町東里、標高4m）の気候 | 厳原特別地域気象観測所（対馬市厳原町東里、標高4m）の気候 | 厳原特別地域気象観測所（対馬市厳原町東里、標高4m）の気候 | 厳原特別地域気象観測所（対馬市厳原町東里、標高4m）の気候 | 厳原特別地域気象観測所（対馬市厳原町東里、標高4m）の気候 | 厳原特別地域気象観測所（対馬市厳原町東里、標高4m）の気候 | 厳原特別地域気象観測所（対馬市厳原町東里、標高4m）の気候 | 厳原特別地域気象観測所（対馬市厳原町東里、標高4m）の気候 | 厳原特別地域気象観測所（対馬市厳原町東里、標高4m）の気候 | 厳原特別地域気象観測所（対馬市厳原町東里、標高4m）の気候 |
| 月                                                       | 1月                                                      | 2月                                                      | 3月                                                      | 4月                                                      | 5月                                                      | 6月                                                      | 7月                                                      | 8月                                                      | 9月                                                      | 10月                                                     | 11月                                                     | 12月                                                     | 年                                                       |
| -------------------------------------------------------- | -------------------------------------------------------- | -------------------------------------------------------- | -------------------------------------------------------- | -------------------------------------------------------- | -------------------------------------------------------- | -------------------------------------------------------- | -------------------------------------------------------- | -------------------------------------------------------- | -------------------------------------------------------- | -------------------------------------------------------- | -------------------------------------------------------- | -------------------------------------------------------- | -------------------------------------------------------- |
| 最高気温記録 °C （°F）                                   | 19.8 (67.6)                                              | 21.3 (70.3)                                              | 24.4 (75.9)                                              | 27.8 (82)                                                | 32.0 (89.6)                                              | 32.9 (91.2)                                              | 36.9 (98.4)                                              | 36.8 (98.2)                                              | 34.6 (94.3)                                              | 30.2 (86.4)                                              | 26.9 (80.4)                                              | 22.3 (72.1)                                              | 36.9 (98.4)                                              |
| 平均最高気温 °C （°F）                                   | 9.2 (48.6)                                               | 10.5 (50.9)                                              | 13.6 (56.5)                                              | 18.1 (64.6)                                              | 22.2 (72)                                                | 24.7 (76.5)                                              | 28.3 (82.9)                                              | 30.0 (86)                                                | 26.5 (79.7)                                              | 22.3 (72.1)                                              | 17.1 (62.8)                                              | 11.6 (52.9)                                              | 19.5 (67.1)                                              |
| 日平均気温 °C （°F）                                     | 6.0 (42.8)                                               | 6.9 (44.4)                                               | 10.0 (50)                                                | 14.2 (57.6)                                              | 18.2 (64.8)                                              | 21.3 (70.3)                                              | 25.4 (77.7)                                              | 26.8 (80.2)                                              | 23.4 (74.1)                                              | 18.7 (65.7)                                              | 13.3 (55.9)                                              | 8.0 (46.4)                                               | 16.0 (60.8)                                              |
| 平均最低気温 °C （°F）                                   | 2.5 (36.5)                                               | 3.2 (37.8)                                               | 6.3 (43.3)                                               | 10.3 (50.5)                                              | 14.4 (57.9)                                              | 18.5 (65.3)                                              | 23.1 (73.6)                                              | 24.2 (75.6)                                              | 20.6 (69.1)                                              | 15.3 (59.5)                                              | 9.6 (49.3)                                               | 4.3 (39.7)                                               | 12.7 (54.9)                                              |
| 最低気温記録 °C （°F）                                   | −7.7 (18.1)                                              | −8.6 (16.5)                                              | −5.2 (22.6)                                              | −1.3 (29.7)                                              | 4.8 (40.6)                                               | 6.2 (43.2)                                               | 12.2 (54)                                                | 13.6 (56.5)                                              | 8.8 (47.8)                                               | 0.7 (33.3)                                               | −2.7 (27.1)                                              | −6.4 (20.5)                                              | −8.6 (16.5)                                              |
| 降水量 mm （inch）                                       | 80.1 (3.154)                                             | 94.7 (3.728)                                             | 172.3 (6.783)                                            | 218.4 (8.598)                                            | 241.2 (9.496)                                            | 294.4 (11.591)                                           | 370.5 (14.587)                                           | 326.4 (12.85)                                            | 235.5 (9.272)                                            | 120.8 (4.756)                                            | 100.6 (3.961)                                            | 68.0 (2.677)                                             | 2,302.6 (90.654)                                         |
| 平均降水日数 （≥0.5 mm）                                 | 7.4                                                      | 7.7                                                      | 9.9                                                      | 9.7                                                      | 9.2                                                      | 11.8                                                     | 13.0                                                     | 11.6                                                     | 9.8                                                      | 6.4                                                      | 7.5                                                      | 7.0                                                      | 111.2                                                    |
| % 湿度                                                   | 61                                                       | 62                                                       | 65                                                       | 68                                                       | 72                                                       | 82                                                       | 83                                                       | 81                                                       | 78                                                       | 70                                                       | 68                                                       | 63                                                       | 71                                                       |
| 平均月間日照時間                                         | 147.6                                                    | 143.5                                                    | 161.5                                                    | 183.1                                                    | 199.2                                                    | 136.3                                                    | 136.1                                                    | 160.4                                                    | 131.1                                                    | 161.1                                                    | 149.0                                                    | 153.9                                                    | 1,862.8                                                  |
| 出典：気象庁 (平均値：1991年-2020年、極値：1886年-現在)  |                                                          |                                                          |                                                          |                                                          |                                                          |                                                          |                                                          |                                                          |                                                          |                                                          |                                                          |                                                          |                                                          |

| 鰐浦（1995年 - 2020年）の気候      | 鰐浦（1995年 - 2020年）の気候 | 鰐浦（1995年 - 2020年）の気候 | 鰐浦（1995年 - 2020年）の気候 | 鰐浦（1995年 - 2020年）の気候 | 鰐浦（1995年 - 2020年）の気候 | 鰐浦（1995年 - 2020年）の気候 | 鰐浦（1995年 - 2020年）の気候 | 鰐浦（1995年 - 2020年）の気候 | 鰐浦（1995年 - 2020年）の気候 | 鰐浦（1995年 - 2020年）の気候 | 鰐浦（1995年 - 2020年）の気候 | 鰐浦（1995年 - 2020年）の気候 | 鰐浦（1995年 - 2020年）の気候 |
| 月                                 | 1月                           | 2月                           | 3月                           | 4月                           | 5月                           | 6月                           | 7月                           | 8月                           | 9月                           | 10月                          | 11月                          | 12月                          | 年                            |
| ---------------------------------- | ----------------------------- | ----------------------------- | ----------------------------- | ----------------------------- | ----------------------------- | ----------------------------- | ----------------------------- | ----------------------------- | ----------------------------- | ----------------------------- | ----------------------------- | ----------------------------- | ----------------------------- |
| 最高気温記録 °C （°F）             | 19.9 (67.8)                   | 21.3 (70.3)                   | 23.1 (73.6)                   | 26.0 (78.8)                   | 29.7 (85.5)                   | 30.6 (87.1)                   | 35.1 (95.2)                   | 36.0 (96.8)                   | 32.1 (89.8)                   | 29.6 (85.3)                   | 25.3 (77.5)                   | 21.5 (70.7)                   | 36.0 (96.8)                   |
| 平均最高気温 °C （°F）             | 8.6 (47.5)                    | 10.1 (50.2)                   | 13.4 (56.1)                   | 17.5 (63.5)                   | 21.2 (70.2)                   | 23.7 (74.7)                   | 27.1 (80.8)                   | 28.9 (84)                     | 25.3 (77.5)                   | 21.4 (70.5)                   | 16.2 (61.2)                   | 10.8 (51.4)                   | 18.7 (65.7)                   |
| 日平均気温 °C （°F）               | 5.8 (42.4)                    | 6.9 (44.4)                    | 9.9 (49.8)                    | 13.9 (57)                     | 17.8 (64)                     | 20.8 (69.4)                   | 24.4 (75.9)                   | 26.1 (79)                     | 22.9 (73.2)                   | 18.9 (66)                     | 13.6 (56.5)                   | 8.0 (46.4)                    | 15.8 (60.4)                   |
| 平均最低気温 °C （°F）             | 3.4 (38.1)                    | 4.5 (40.1)                    | 7.3 (45.1)                    | 11.3 (52.3)                   | 15.3 (59.5)                   | 18.7 (65.7)                   | 22.5 (72.5)                   | 24.3 (75.7)                   | 21.2 (70.2)                   | 17.0 (62.6)                   | 11.4 (52.5)                   | 5.6 (42.1)                    | 13.6 (56.5)                   |
| 最低気温記録 °C （°F）             | −7.8 (18)                     | −6.8 (19.8)                   | −3.4 (25.9)                   | 2.4 (36.3)                    | 9.4 (48.9)                    | 14.0 (57.2)                   | 15.9 (60.6)                   | 18.7 (65.7)                   | 16.3 (61.3)                   | 4.7 (40.5)                    | 1.1 (34)                      | −6.2 (20.8)                   | −7.8 (18)                     |
| 降水量 mm （inch）                 | 43.3 (1.705)                  | 46.9 (1.846)                  | 87.5 (3.445)                  | 105.1 (4.138)                 | 113.6 (4.472)                 | 191.5 (7.539)                 | 264.9 (10.429)                | 230.7 (9.083)                 | 159.9 (6.295)                 | 78.8 (3.102)                  | 65.8 (2.591)                  | 36.8 (1.449)                  | 1,434.9 (56.492)              |
| 平均降水日数 （≥1.0 mm）           | 5.6                           | 5.8                           | 8.1                           | 8.1                           | 7.4                           | 9.5                           | 10.4                          | 9.0                           | 8.7                           | 5.5                           | 6.2                           | 4.8                           | 89.8                          |
| 平均月間日照時間                   | 180.2                         | 168.3                         | 198.6                         | 210.2                         | 220.1                         | 151.5                         | 168.0                         | 197.1                         | 152.9                         | 179.7                         | 168.8                         | 182.4                         | 2,173.5                       |
| 出典1：Japan Meteorological Agency |                               |                               |                               |                               |                               |                               |                               |                               |                               |                               |                               |                               |                               |
| 出典2：気象庁                      |                               |                               |                               |                               |                               |                               |                               |                               |                               |                               |                               |                               |                               |

## 生物相
島の面積の約88%を照葉樹などの山林が占める。原始林やスギ、大ソテツなどが国や県によって天然記念物に指定されており、豊かな自然にめぐまれている。本来の植生は広葉樹林であるが、林業によって生まれた針葉樹林も多い。植生は全般的に九州本土に類似するが、九州では山地に多い夏緑樹が低地にも見られる。
動植物とも、大陸系種、対馬固有種、対馬固有亜種および日本本土系種が混在する。九州本土に多くて対馬に全くいない種や、対馬に多く九州本土では少ないという種もあり、独特の生物相を形成している。そのため、対馬から南側の本土方面との間（対馬海峡、「東水道」ともいう）に動物地理区の境界線として「対馬線」が引かれている。一方で、朝鮮半島側との動物相の差異に注目して朝鮮半島との間（朝鮮海峡、「西水道」ともいう）に「朝鮮海峡線」を引く説もある。
2017年（平成29年）2月にはカワウソの姿が対馬に設置された琉球大学のカメラにとらえられ、同年8月に発表された。日本国内で1979年（昭和54年）に高知県で最後にニホンカワウソが目撃されてから38年ぶりとなる。その後、カワウソの種類（ニホンカワウソかユーラシアカワウソか）などの詳細が調査・研究される。2023年5月に環境省九州地方環境事務所が発表した令和4年度までの対馬におけるカワウソの調査結果では、対馬のカワウソのミトコンドリアDNA（mtDNA）ハプロタイプは韓国南部のものと一致していた、とされ、分類学上はユーラシアカワウソ（Lutra Lutra）に包含され、大陸産ユーラシアカワウソ（Lutra lutra lutra）と同系統の可能性が高いと考えられている。
対馬の沿岸部には、所々に小規模なサンゴ礁が分布している。2007年（平成19年）には、対馬のサンゴ礁でも白化現象が確認された。
かつての対馬海峡と壱岐水道には多くのクジラやイルカやウミガメやニホンアシカ（絶滅種）などの海洋生物が見られ、過去には捕鯨も行われていただけでなく、現代でも対馬と壱岐の近海は一帯を回遊するクジラが高速船と衝突する可能性がある海域の一つとして挙げられている。

### 主な固有種・固有亜種

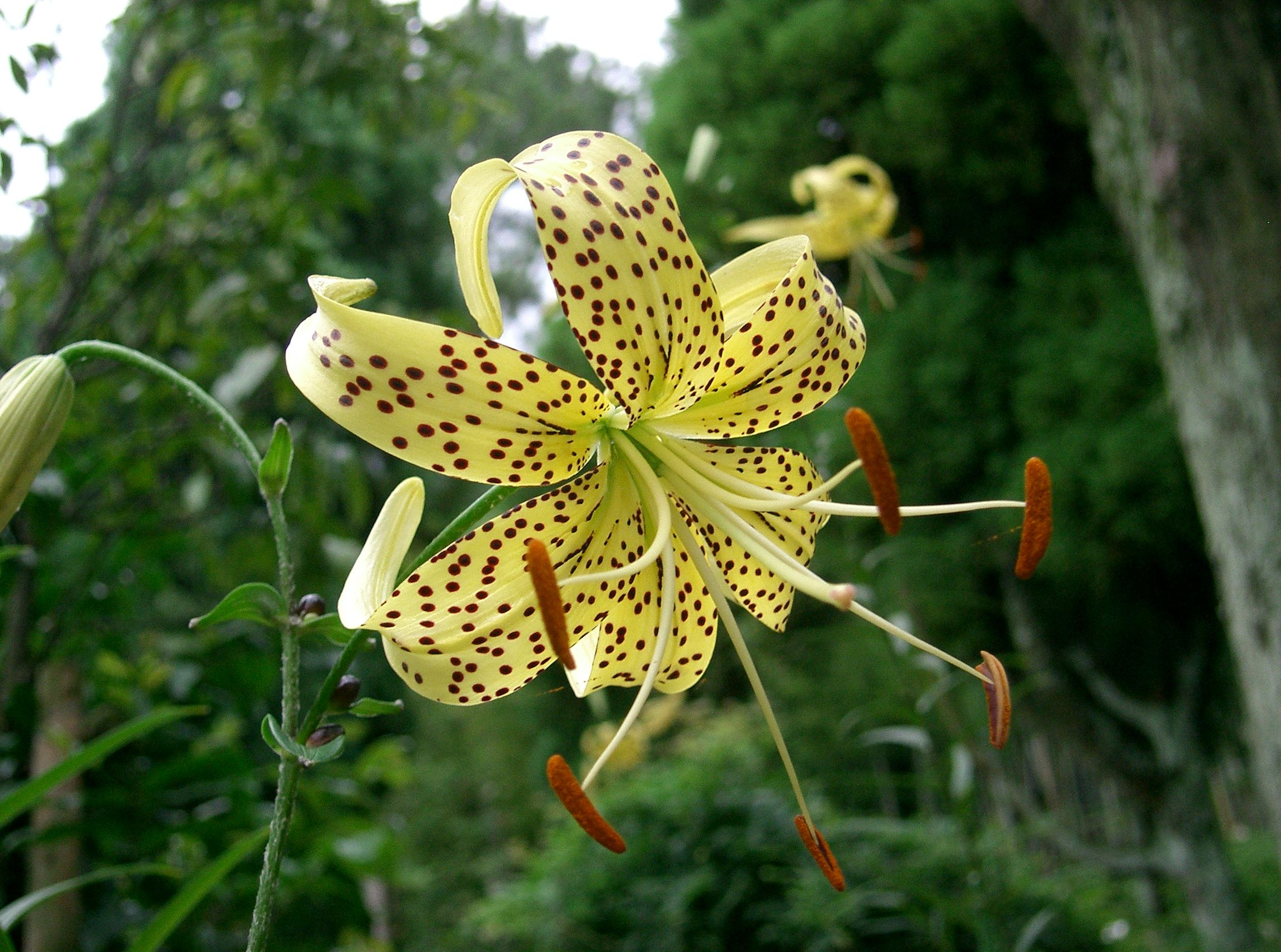
対馬にのみ自生するオウゴンオニユリ

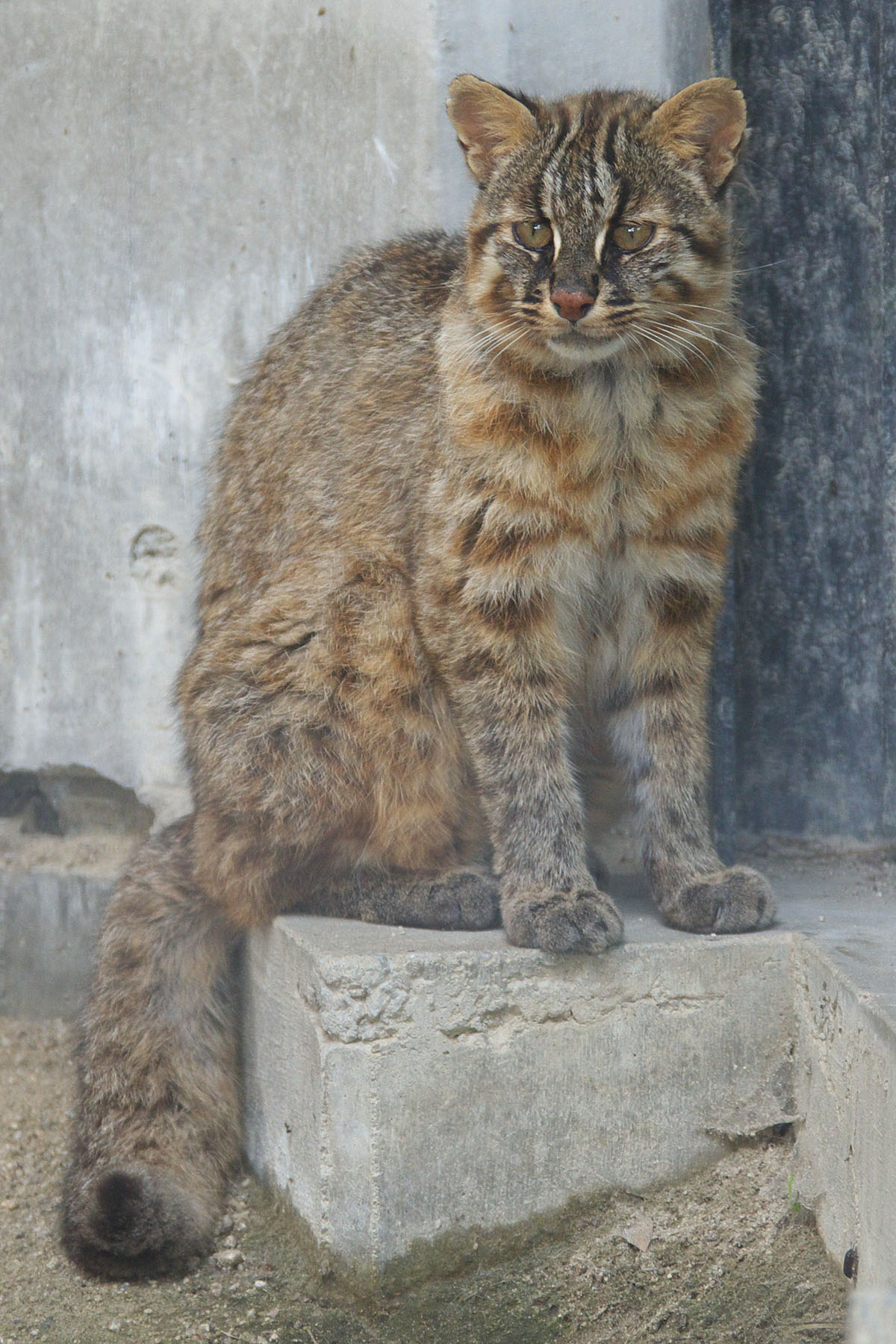
対馬を象徴する野生動物ツシマヤマネコ

- 哺乳類 - ツシマジカ、ツシマテン、クチバテングコウモリ、対州馬（家畜種）
- 鳥類 - チョウセンエナガ、チョウセンハシブトガラス、ツシマコゲラ（隠岐にも分布）
- 爬虫類 - ツシマスベトカゲ、ツシママムシ
- 両生類 - ツシマアカガエル、ツシマサンショウウオ
- 昆虫類 - ツシマヒメボタル、ツシマメクラチビゴミムシ、ツシマコマルハナバチ[27]
- 軟体動物 - ツシマナメクジ
- 植物 - オウゴンオニユリ、ツシマギボウシ、ツシマトウヒレン、ツシマニオイシュンラン、ツシマラン（絶滅？）

### 主な大陸系種
- 哺乳類 - コジネズミ、ツシマクロアカコウモリ、ツシマヤマネコ
- 鳥類 - キタタキ（絶滅）、ミヤマホオジロ（繁殖）、シロハラ（繁殖）
- 爬虫類 - アムールカナヘビ、アカマダラ
- 両生類 - チョウセンヤマアカガエル
- 昆虫類 - ツシマカブリモドキ、アキマドボタル、キンオニクワガタ、チョウセンヒラタクワガタ、ツシママダラテントウ、ハラアカコブカミキリ、チョウセンケナガニイニイ、タイワンモンシロチョウ、ツシマウラボシシジミ[28]
- 植物 - チョウセンキハギ、チョウセンヤマツツジ、ムジナノカミソリ、ハナナズナ[29]

### 自然保護と環境行政
対馬は、日本では対馬にしか生息しないユーラシア大陸との共通種が数多く生息しており、これらはかつて大陸と陸続きであったことを物語る貴重な動植物である。また、南方系の動物も生息し、対馬固有の動植物も多い。このため、各地に自然保護区が指定され、自然環境の保護がはかられている。
透明度の高い海は浅茅湾や神崎などで海中公園となっており、昭和43年7月22日には、対馬全島は壱岐島とともに壱岐対馬国定公園に指定された。
ツシマヤマネコなど希少種の保護のため、平成元年11月1日に主島北部の伊奈地区が国指定伊奈鳥獣保護区に指定された。また、洲藻白岳原始林、龍良山原始林、御岳鳥類繁殖地、鰐浦ヒトツバタゴ自生地が、国の天然記念物としてそれぞれ地域指定されている。とりわけ龍良山原始林は、日本有数の原生林として知られる。島の北西には環境省対馬野生生物保護センターが設けられた。
2013年8月29日、絶滅危惧種である「ツシマヤマネコ」が唯一生息する広大な森林地が競売入札に付されていたが、市や裁判所に環境保護団体など全国から購入の申し出が相次ぎ、対馬市は反響の大きさなども含め購入に踏み切った。森林の大きさは東京ドーム55個分に相当し、対馬でこのような広大な森林地が売りに出されるのは初めてで、韓国の業者も関心を示していた。

## 歴史

### 先史
旧石器時代に人が、大陸から対馬の陸橋を通過した足跡は発見されていない。現在までに確認された最古の遺跡は、新石器時代に属する縄文文化のもので、この時代はすでに陸橋が切れ、対馬が、島として孤立している。大陸からのナウマンゾウ等の哺乳類の化石も見つかっていない。
縄文時代の峰町佐賀貝塚や上県町志多留（）貝塚からは外洋性の魚の骨が出土し、峰町では多くの貝輪（腕に付ける装飾品）の材料が、沖縄の貝（イモガイ、ゴウボラなど奄美群島以南に多く分布する）と北海道産の貝（ユキノカサガイ科ユキノカサ、東北地方以北に多く分布する）を使っていることが確認されている。また、石器の材料は、佐賀県伊万里市腰岳産の黒曜石である。さらに、峰町吉田貝塚からは弥生時代早期（発見当時は縄文時代晩期とされていた）の夜臼式土器や、弥生時代早期の板付I式土器などが出土し、九州地方北部と同じ文化圏に属していたことが判明している。これらの石器・貝輪、土器は、峰町歴史民俗資料館や豊玉町郷土館等で収蔵・展示されている。
北部九州ではこの頃から水稲耕作が始まり、平野が開発されてゆくが、対馬では河川や低平な沖積地に恵まれず、水田を拡大できなかったが、いわゆる『魏志倭人伝』に書かれた「南北市てき」（南北に交易する）によって、九州本土と同一歩調で弥生文化の恩恵に浴するとともに、朝鮮半島あるいは漢・三国時代の中国文明とも先んじて接することができた。イネの収穫具であった石包丁ほか、大陸系磨製石器や青銅器・鉄器などの金属器などの出土も多く、魏志倭人伝にいう「南北市てき」の様態が出土品＝埋蔵文化財からも窺うことができる。平地の乏しい対馬では古代以来の定住地は後世にも村落が形成されたと思われ、住居址などの発掘調査はあまり行われていない。弥生時代前期には、朝鮮半島からの舶載品である有柄式石剣が多く見られる一方、その後、北部九州で製作された中広銅矛・広形銅矛は箱式石棺墓や、その他の遺跡・遺構から数多く出土している。鉄器、青銅器とも、まだ対馬島内での鋳造・鍛造など製作を示す遺跡・遺物は未発見である。

### 古代

#### 神話

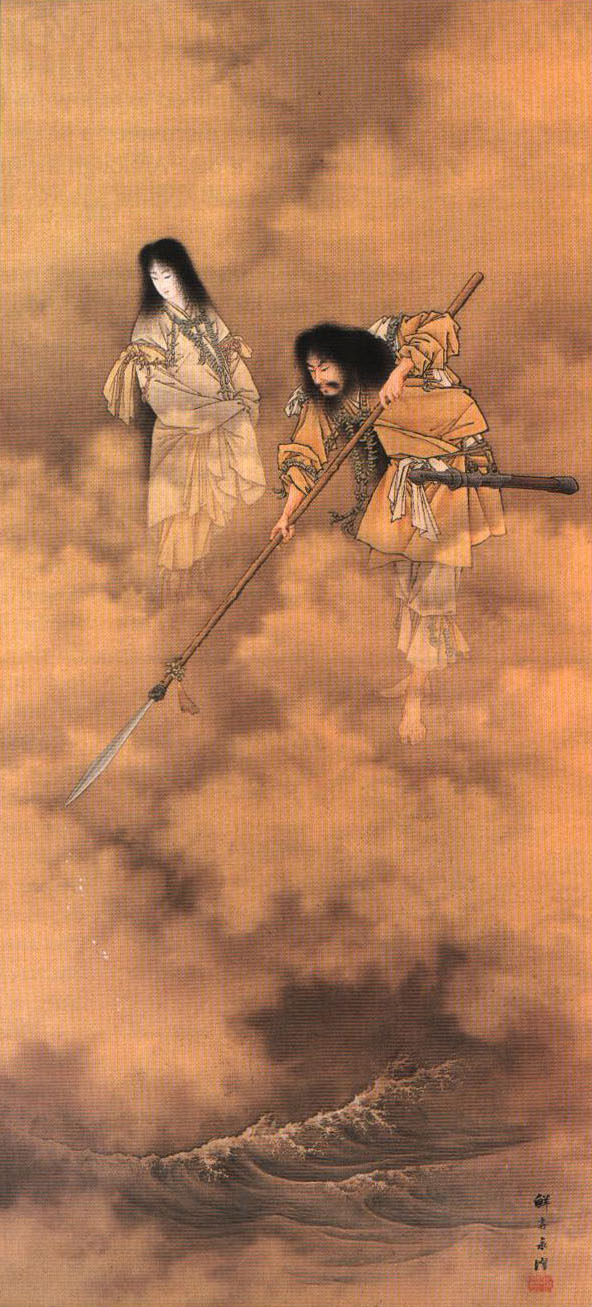
国産み（「天瓊を以て滄海を探るの図」、小林永濯）
淡路、四国、隠岐、九州、壱岐、対馬、佐渡、本州の順で国産みがなされた（大八洲）

『古事記』では最初に生まれた島々（「大八島国」）の1つとして「津島」と記されている。『日本書紀』の国産み神話のなかには「対馬洲」「対馬島」の表記で登場する。

#### 交通の要衝
古くから大陸との交流があり、歴史的には朝鮮半島と倭国・倭人・ヤマトをむすぶ交通の要衝であった。
『魏志』倭人伝では、「対馬国」は倭の一国として登場する。帯方郡から邪馬台国への経路の途上、「狗邪韓国」（韓国慶尚南道金海）の記述に続いて「一海を渡ること一千余里」の南に位置するとしており、邪馬台国に属した30余国のなかの一国であった。そこには、対馬は、居る処は絶島で、土地は山が険しく、深林が多く、道は獣の径（）のようであり、千余戸の家はあるものの、良田がないので海産物を採集して自活し、船による南北（九州や朝鮮半島の意）の交易によって生活していたと記されている。また、他の倭の諸国同様に、「卑狗」（）と呼ばれる大官と「卑奴母離」（）と呼ばれる副官がいたと記す。
古墳時代初期に築かれた出居塚（でいづか）古墳は前方後方墳で、有茎柳葉式銅鏃、鉄剣（部分）、管玉等が出土している。前方後円墳は、3世紀代にヤマトで生まれた古墳形態であり、出土した有茎柳葉式銅鏃は古式畿内型古墳の典型的出土品であることから、この時代の対馬の首長はヤマト王権と深く結びつき、その強い影響下にあったことを示している。「エベスガクマ」も、前出「出居塚古墳」の別称であり、細長く伸びた前方部を有し、墳丘の全長は約40メートルである。墳丘の頂上にある窪地＝石棺跡から銅鏃12点、管玉1点、鉄剣を出土した。銅鏃は京都府の妙見山古墳や福岡県の石塚山古墳のものと類似し、古墳時代前期（4世紀ごろ）の築造と推定される。
首長墓とされる高塚墳のうち比較的大規模なものは、対馬市美津島町の高浜字ネソの海岸に集中して分布している。ネソ1号墳（前方後円墳）は全長30メートルで箱式棺をともない管玉・鉄鏃・刀を出土している。ネソ2号墳は全長36メートルで、主室は箱式棺をともなって須恵器や鉄刀が出土しており、副室は箱式棺より土師器と鉄剣が出土している。ネソ1号墳、2号墳はともに積石によって築かれた前方後円墳である。
島の首長について『先代旧事本紀』の「国造本紀」では「津島県直」と伝えており、壱岐や九州本土の大型古墳と比較すると小さいとはいえ、墳丘を築く墳墓に葬られた者（被葬者）を想像すると、津島県直のほかにいないだろうと指摘されている。

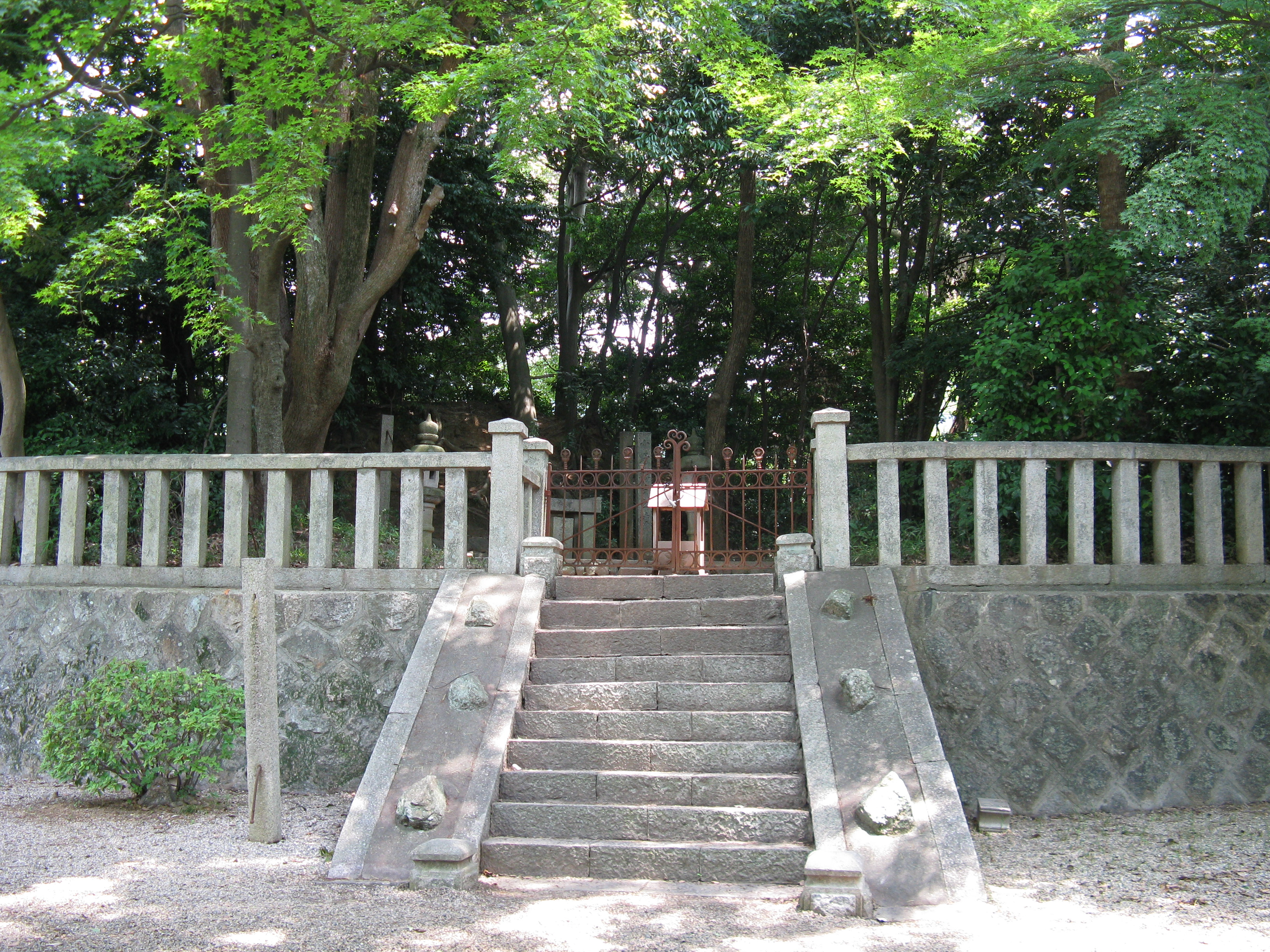
607年に隋にわたった小野妹子の墓（大阪府南河内郡太子町）

大化の改新ののち律令制が施行されると、対馬は西海道に属する令制国すなわち対馬島として、大宰府の管轄下に入った。推古天皇における600年（推古8年）と607年（推古15年）の遣隋使も、また630年（舒明2年）の犬上御田鍬よりはじまる初期の遣唐使もすべて航海は壱岐と対馬を航路の目印ないし寄港地としている。

#### 白村江の戦い
663年（天智2年）の白村江の戦い以後、倭国は、唐・新羅の侵攻に備え、664年には対馬には防人（）が置かれ、烽火（）が8か所に設置された。防人はおもに東国から徴発され、『万葉集』には数多くの防人歌がのこっている。667年（天智6年）には浅茅湾南岸に金田城を築いて国境要塞とし、674年（天武3年、白鳳2年）には厳原が正式な国府の地に定まり、同年、対馬国司守忍海造大国（）が対馬で産出した銀を朝廷に献上した。これが日本で初めての銀の産出となった。
この対馬銀山は含銀方鉛鉱の鉱床であり、12世紀に成った『対馬国貢銀記』（大江匡房）によると、鉱石を山上に運び数日間焼き続けることにより残った銀を採取したものであるという。この金属精錬法は灰吹法に類似している。
701年（文武5年）、対馬で産出したと称する金を朝廷に献上したところ、これを慶んだ朝廷によって「大宝」の元号が建てられた。ただし、対馬における金鉱の発見ではなかったことが後に明らかになり、献上者は一旦は褒美をもらったものの、後に罰せられたと『続日本紀』文武天皇2年の記録にある。
白村江の戦いの頃には対馬島と表記されているが、それを契機に金田城（朝鮮式の山城で九州から瀬戸内沿岸にも築かれた）が完成した時には、史書も「対馬国」と表記している。
古代対馬には、伊奈郷、久須郷などからなる上県と豆酘郷、与良郷などからなる下県が置かれたが、古代八郷の郷名すべてが判明しているわけではない。741年（天平13年）、「鎮護国家」をめざした聖武天皇の国分寺建立の詔により対馬にも厳原の地に国分寺が建立されたが、国から島に格下げされると「島分寺」と呼ばれた。
防人の制は、3年交代で東国から派遣された兵士2,000余人とも言われるが、737年（天平9年）にはこれを止め、九州本土から派遣することに改めたが、さらに変遷があって、757年（天平宝字元年）には西海道のうち7国（筑前国・筑後国・肥前国・肥後国・豊前国・豊後国・日向国）の兵1,000人をもってこれに代えることとした。
8世紀中葉の成立と思われる和歌集『万葉集』には、
の短歌が収載されているが、『万葉集』に納められた遣新羅使一行によって読まれた歌（百種以上が収録されている）には、他にも「浅茅浦」「竹敷の浦」などの地名がみえ、また、「玉槻」という対馬在住とみられる女性によって詠まれた歌もある。そのなかには、遣使一行の無事の帰還を祈って詠んだ、
の歌も収められている。
古代において、新羅から日本には540年（欽明天皇元年）から929年（延長7年）まで89回におよび入朝しており、日本から新羅へは571年（欽明天皇32年）から882年（元慶6年）まで45回にわたり使節（遣新羅使）を派遣している。これらは、すべて対馬を経由した。
平安時代に入って桓武天皇の時代には防人制は広く廃止され、軍団制に改められたが、壱岐・対馬の両国に関しては例外として防人を残した。

894年（寛平6年）には新羅の賊船45隻が来寇したという。（扶桑略記）

#### 刀伊の入寇
1019年（寛仁3年）、正体不明とされた賊船50隻が対馬を襲撃した。記録されているだけで殺害された者117人、拉致された者230人で、有名な対馬銀鉱も焼損した。これは、奴隷にすることを目的に日本人を捕獲したものであり、被害は対馬のみならず壱岐・北九州におよんだ。現在では賊（日本側に捕らわれた捕虜3人はすべて高麗人）の主体は刀伊（一部は高麗に朝貢していたと言われる女真族）であったとされており、この事件は「刀伊の入寇」と呼ばれる。女真族は、このとき対馬の判官代長嶺諸近の一族を奪い去った。諸近は一妻子などが心配で高麗に渡り、日本人捕虜の悲惨な境遇を見聞して帰国・報告したという。。

### 中世
治承・寿永の乱の際、当時の対馬守・源親光は源氏の流れとして源氏軍に心を寄せて、1183年（寿永2年）京都へ赴こうとしたが、平氏が九州全土を制圧していたため対馬を出発できなかった。平知盛は、大宰少弐原田種直を通して西海道の武士に屋島への参陣をうながしたが、親光が拒否したので平氏から3度追討をうけた。親光主従は高麗国に逃亡したのち、1185年（文治元年）6月に対馬に戻った。
中世の対馬では、荘園制度の発展はみられなかったが、鎌倉幕府は国ごとに守護を置き、対馬国守護職は少弐氏（武藤氏）にあたえられた。
12世紀には、のちの宗氏の始祖となる惟宗（これむね）氏が対馬に入島している。惟宗氏は、もと大宰府の官人・少弐（武藤）氏に仕える被官であり、筑前国の宗像郡から対馬へ向かったとされる。史料で惟宗氏の名が対馬の在庁官人として確認される初見は、建久7年（1196年）である。惟宗氏（後の宗氏）は、少弐氏の代理人（被官）として次第に対馬で勢力をのばし、武士化していった。従来対馬で勢力を保っていた阿比留（あびる）氏は、当時国交を結んでいない高麗との交易をおこなっていた。大宰府はこれを詰問したが、阿比留氏が従わなかったため、1246年（寛元4年）、大宰府の命により惟宗重尚（これむねしげひさ）が、鶏知を中心に強い勢力を持っていた阿比留在庁（平太郎）を征討したという。宗氏による治世の時代（及び戦前まで）には、これが「在庁落とし」として一気に天下が変わったかのように語られたが、現在は「在庁・阿比留」は島内各地にも居たことが判っており、一朝一夕の権力移行ではなかったようだ。
なお、鎌倉時代では、1265年（文永2年）成立の『続古今和歌集』に寄せられた大納言俊光の女（むすめ）の、
の歌が、上対馬の網代村の「夕影山の伝説」にちなむものだといわれている。

#### 元寇

文永の役における鳥飼潟の戦い。元軍に突撃する竹崎季長と応戦、敗走する元兵。（『蒙古襲来絵詞』前巻・絵7・第23紙）

鎌倉時代の日本は、2度にわたる元（モンゴル帝国）とその属国高麗による侵略（元寇）を受けた。対馬はその最初の攻撃目標となり、史上最大の受難を迎えることとなった。元軍の構成は、蒙古・漢兵25,000人、高麗兵8,000人および水夫等6,700人、高麗が建造した艦船900隻といわれた。
元軍は1274年（文永11年）10月5日、佐須浦・小茂田浜に殺到した、この大軍に対し宗助国は一族郎党80余騎を率い迎撃したが、圧倒的な兵力差により全滅した（文永の役）。この受難は小茂田浜神社で伝えられている。『日蓮聖人註画讃』によると、上陸した蒙古・高麗軍は、男を殺戮あるいは捕らえ、女は一か所に集め、手に穴を開け、紐で連結し、船に結わえつけたという。ただし、ここに書かれた文言は宗教的必要からの説話であり、無条件に史実を反映した史料と受けとめるのは早計だろう。
また元寇に関して、上記の兵力は『元史』等に書かれた動員兵力の総数であり、離島である対馬を攻め、壱岐を攻め、松浦を攻めて、その後に博多湾一帯への上陸昨戦という経過（半月以上）を考えると、ただでさえ船旅に不慣れな全軍を投入して離島を幾つも連れ回す必要はない。迎え撃つ側も、特に島嶼部においては1000人～2000人でさえ日本側に数倍する軍勢であり、博多湾周辺の本土上陸戦を前にして、離島攻撃にだらだらと数万の大軍を連れ回す戦法は必要なかっただろう。
1281年（弘安4年）に2度目の日本への侵略・弘安の役が起こった。元軍及び高麗軍の陣容は、合浦（現在の馬山市）から侵攻した蒙古・漢兵30,000人、高麗兵9,960人、水夫等17,029人により構成される東路軍と、中国の寧波から侵攻した旧南宋・漢兵を主力とした100,000人の江南軍であった。

#### 康応の外寇
元寇終結の後、しばらくの平穏があって、倭寇の活動が次第に激しくなると、対馬が倭寇の根拠地の1つと見なされた。1366年（正平21年、貞治5年）、高麗王朝が倭寇の取締を宗氏に要請すると宗経茂はこれに応え、高麗との通交が始まるが、1389年（元中6年、康応元年）、慶尚道元帥朴葳に率いられた高麗軍が倭寇討伐のために対馬を襲撃した。朴は、倭寇船300余隻を撃破し、捕虜となっていた多数の高麗人を救出したといわれる（康応の外寇）。倭寇の活動は高麗王朝滅亡の一因ともいわれており、李氏朝鮮王朝の祖である李成桂も倭寇討伐で功名をなした人物であった。

#### 応永の外寇
対馬では倭寇の禁止や遠征の進展に積極的であった宗貞茂が死去すると倭寇の活動が再び活発化し、朝鮮王朝第3代の太宗は1419年（応永26年）6月、倭寇討伐を大義名分とした掃討戦を決意した。朝鮮軍は、兵船227隻・軍兵1万7,285人で来襲し、尾崎浦（おさきうら）を焼き払い、続いて和田浦を襲撃し、さらには仁位浦に進んで如加岳（糠嶽、ぬかだけ）で対馬兵とのあいだで激しく戦った。朝鮮軍は、対馬側の伏兵などによる反撃によって損害が大きく、戦況が膠着状態に陥ったところ、暴風雨も近づいたため、対馬側の和平提案を受け入れて、7月3日に巨済島へ全面撤退した。これが応永の外寇であり、朝鮮では乙亥東征と呼んでいる。
1433年（永享5年）、宗氏の主君少弐嘉頼は周防の大内氏に敗れて対馬に逃れ、三根の中村に居を構えた。これにより少弐氏と宗氏はともに筑前国での勢力基盤を失った。
太宗の死後、第4代の世宗は日本との善隣政策をとり、3度にわたって通信使を送って通交の制度を整備した。1438年（永享10年）ごろには文引制を採用し、1443年（嘉吉3年）には癸亥約定（嘉吉条約）を結んで、対馬から朝鮮への歳遣船は毎年50隻を上限とし、代わりに歳賜米200石を朝鮮から支給されることとした。日本から朝鮮へ渡航する者は宗氏の統制下に置かれることとなり、朝鮮南部海域の漁業特権も宗氏にあたえられた（このころの対馬島の状況は1471年刊行の「海東諸国紀（申叔舟 著）」に詳しく記されている）。
こうして朝鮮との通交に関係のある諸権益は宗氏に集中したが、この過程は同時に対馬島内における宗氏の領国支配が確立していく過程でもあった。島内の諸豪族も、経済的基盤は土地による収入よりも交易に依存する度合いが大きかったので、宗氏が朝鮮より優遇されることは、彼らにとっても好ましいことであった。宗氏の握る貿易権・漁業権は、自らの家臣団編成などにおいて重要な役割を担ったのである。
1510年（永正7年）、朝鮮王朝の貿易抑制政策や恒居倭（朝鮮在留日本人）に対する締め付けに耐えかね、恒居倭と宗氏は富山浦、乃而浦、塩浦において兵乱を起こしたが、対馬島主の子息宗盛弘を大将とする4,000人から5,000人にのぼる軍勢は数に勝る朝鮮の官憲に大敗し、盛弘は熊川で戦死した。これが「三浦の乱」である。これ以後、中国人を主体とする後期倭寇が東シナ海や黄海の広い海域で活動し、日朝貿易は衰えた。また、宗氏は戦国時代には壱岐に進出した松浦氏との対立がはじまった。

### 近世

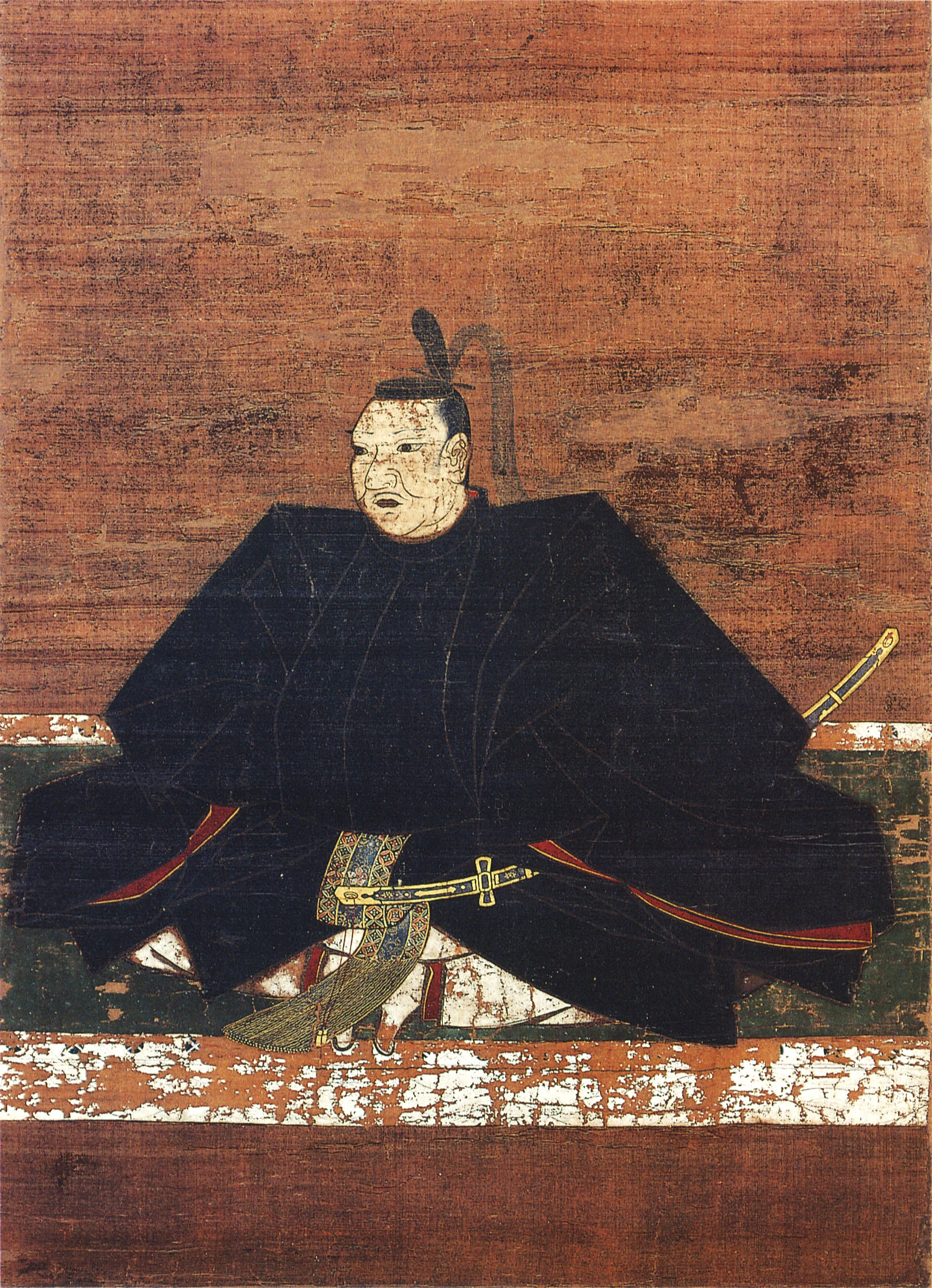
対馬藩初代藩主宗義智

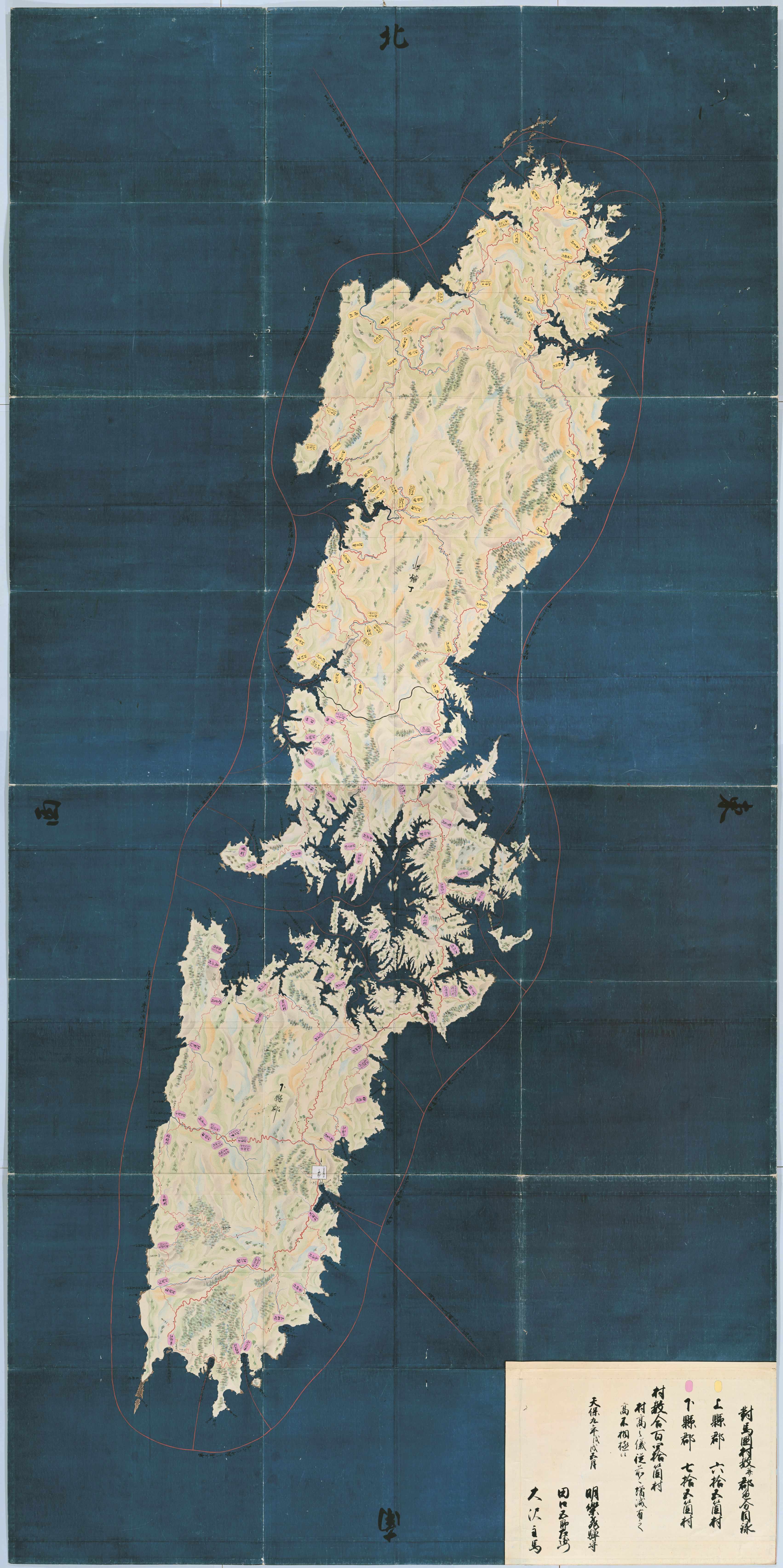
1838年に完成した『天保国絵図』「対馬国」

1587年（天正15年）豊臣秀吉の九州平定に際して、宗氏は事前に豊臣政権への臣従を決め、本領安堵された。1590年（天正18年）には、宗義智が従四位下侍従・対馬守に任ぜられ、以後、宗氏の当主にあたえられる官位の慣例となった。
秀吉が命じた朝鮮出兵（文禄・慶長の役）では、出兵に先立つ1591年（天正19年）、対馬・厳原の金石城の背後に清水山城が、上対馬の中継基地となった大浦には撃方山城が築かれた。対馬からは宗義智が5,000人を動員した。宗義智率いる対馬勢は一番隊から九番隊に編成された派遣軍のなかでも最先鋒部隊にあたる小西行長の一番隊に配属された。1592年（文禄元年）義智らは全ての日本軍の先陣となって渡海し、朝鮮軍や明軍と戦い、釜山、漢城（現韓国首都ソウル）、平壌（現北朝鮮首都）を次々と攻略した。義智は、戦闘だけでなく行長とともに日本側の外交を担当する役割も担っており、行長とともに常に講和を画策していた。大軍がここを中継地として渡海したため（二番隊からは釜山直航という説が強い）、対馬ではたちまち食糧が底をつき、駐留する兵士が鶏・犬・猫などを住民から奪うことに禁令が出されたという。なお、対馬には小西行長着用の兜が伝えられている。
義智は、1600年（慶長5年）の関ヶ原の戦いでは西軍に加わって、自らは伏見城攻撃に参加し、大津城攻めや関ヶ原本戦では家臣を派遣して参陣した。西軍敗北後は徳川家康から許される替わりに朝鮮との和睦交渉を命じられた。以後、代々徳川氏に臣属し、朝鮮王朝に対する外交の窓口および実務を担うこととなる。
こうして江戸時代を通じて宗氏が対馬府中藩（通称対馬藩）の藩主を務め、城下町は対馬府中（厳原）に整備された。1609年（慶長14年）には己酉約条（慶長条約）が締結され、釜山には和館（倭館）が再建された。「倭」の文字は「チビ」といった蔑称の意味合いもあることから、対馬藩では意識的に「和館」と表記することもあった。対馬の人間の居留地ともなった和館は、長崎出島の25倍におよぶ約10万坪の土地に設けられ、常時500人から1,000人におよぶ対馬藩士や対馬島民が居留し、貿易と外交にあたった。貿易商人以外にも警備や外交担当の藩士をはじめ、彼らの衣・食をまかなう商人、外交を助ける学問僧なども常駐したが、国籍を問わず女人禁制が貫かれた。
2代藩主宗義成の代には、1615年（元和元年）に大坂の陣に徳川方として参加した。その後、義成と対馬藩家老柳川調興とのあいだに争論「柳川一件」が起こったが、1635年（寛永12年）、3代将軍徳川家光親裁のもとで裁可され、調興敗訴、義成には「お咎めなし」とされたが、幕府を代理して朝鮮との交隣外交（隣国との交流）を最前線で担うことが「家役」となった。朝鮮通信使の来へいを交渉し、その一行の江戸までの旅程を護行するのも、「家役」最大の任務だった。
1637年（寛永14年）から翌年にかけては島原の乱に幕府側として参加した。
柳川一件以来、日朝外交の体制が整備され、府中（城下町、現在は厳原）に設けられた以酊庵に京都五山の禅僧が輪番で赴任して外交文書を管掌する「以酊庵輪番制」が確立すると、幕府の統制も強化された。1663年（寛文3年）には、対馬藩により5基の船着き場が造成されており、現在「お船江跡」という遺構として当時のつくりのまま保存されている。
寛文元年 1661年 仁位郡検地が実施された。
対馬藩は10万石の格付けであるが、山がちで平野の少ない対馬では米4,500石、麦15,000石程度の収穫であり、藩収入の多くは、特に義真の天龍院時代は朝鮮との交易によるものであった。作付面積のうち最も多いのは畑で、それに次ぐのは「木庭（こば）」とよばれる焼畑であり、検地では「木庭」も百姓持高に加えられた。また、石高制に代わって間高制という特別の生産単位が採用された。
義成に続く義真（よしざね）の時代にかけての時期には、銀山の隆盛もあって、城下町の整備をすすめ、釜山でも東莱（トンネ、とうらい）に和館を移転し、また桟原屋形（桟原城）の新設や島の東西を水路で結ぶ大船越の堀切などの大型事業も進められ、その後の経済基盤作りにも貢献する成果を上げた。
この17世紀後半は、日朝貿易と銀山の隆盛から対馬藩はおおいに栄え、義真の謚号をとって天龍院時代とも呼ばれる。この時期、雨森芳洲や陶山訥庵（鈍翁）、松浦霞沼などの人材も輩出した。往時の宗氏の繁栄のようすは、菩提寺万松院のみならず、城下町の町割りなど隆盛の名残や有能な人材の輩出ということにも反映され、今日に伝えられている。1685年（貞享2年）には、藩主宗義真が府中に「小学校」と名づけた学校を建て、家臣の子弟の教育をおこなった。これが、日本で「小学校」の名のつく施設の最初であると言う人もいるが、文字表記は同じでも、小学校、中学校というときの「小学校」と、当時、対馬藩が藩士の子弟に学問の機会を提供する目的で、四書五経の「小学」から名をとった「小学校」では、言葉の意味が全く違うことを見落としてはいけない。
18世紀初めには陶山鈍翁の尽力で10年近い歳月をかけて「猪鹿追詰（）」がおこなわれた。それにより、当時は焼畑耕作の害獣であったイノシシは絶滅している。
以後、宗氏は改易もなく明治維新まで断絶することなく続き、明治維新後は伯爵となり華族に列した。

### 幕末・明治初期

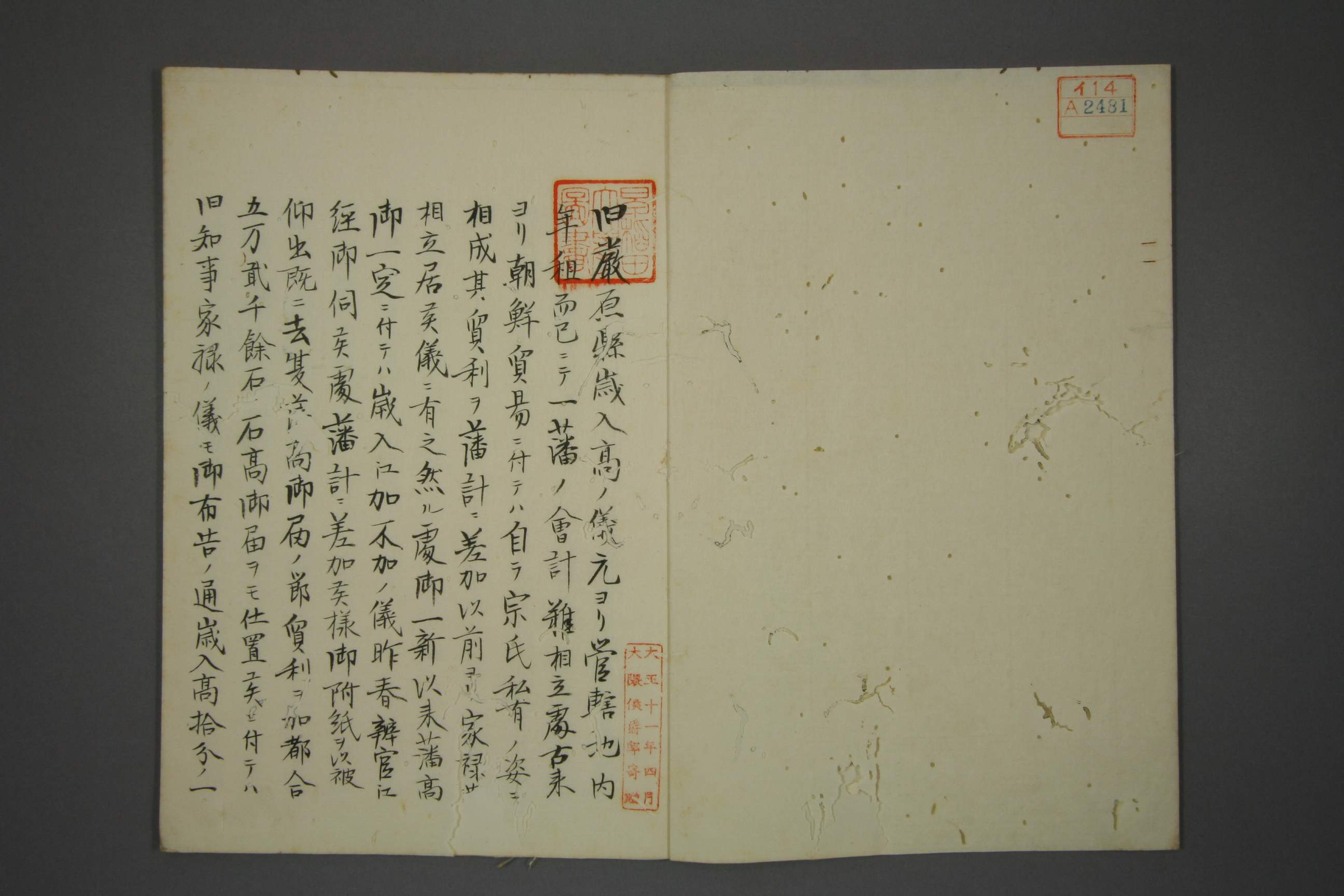
『旧厳原県歳入ニ関スル内願書』（1872年、厳原県士族寺崎正常・森川正邦）

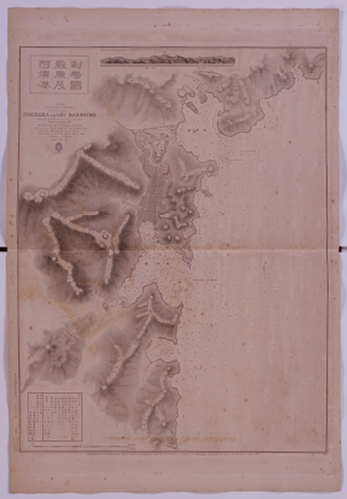
『大日本海岸実測図』より「対馬国厳原及阿須港」（1874年測量、1875年発行）
兵部省海軍部水路局

江戸時代後期の1861年（万延2年）にはロシアの軍艦ポサドニック号が浅茅湾に投錨し、一時占拠する事件が起こった。ポサドニック号は芋崎を占拠し、兵舎・工場・練兵場などを建設して半年余にわたって滞留して藩主宗義和に土地の貸与を求めた。対馬藩は対応に苦慮したが、5月には幕府外国奉行の小栗忠順が派遣され、7月にイギリス公使オールコックの協力もあって、イギリス軍艦が来航してロシア艦に退去をすすめ、ロシア軍艦は退去した。芋崎には、現在もロシア人の掘った井戸がのこっている。
こののち対馬藩は1862年（文久2年）、長州藩とのあいだに同盟が成立した。1863年（文久3年）には孝明天皇から対馬藩に対して攘夷の勅許と御沙汰書が下っている。
1864年（元治元年）、佐幕派で藩主宗義達の叔父にあたる勝井員周が藩内で主導権を握り、家老大浦教之助をはじめとする勤皇派100余名を粛清するという大事件が起こっている。勤皇派の平田大江は、これに対し、尽義隊を結成して抵抗運動を繰り広げた。藩主義達は翌1865年（慶応元年）、まずは勝井五八郎を、続いて平田大江を殺害して、ようやく事件を終息させた。この一連のできごとを勝井騒動（甲子の変）といい、対馬全体では200人以上が犠牲になった。
義達は、1868年（明治元年）には戊辰戦争に参加し、藩兵を率いて東上して大坂まで軍を進めた。1869年（明治2年）、宗義達は版籍奉還をおこない、新藩制により厳原藩と改称されて、厳原藩知事となった。これとともに「対馬府中」の地名も「厳原」に改められた。1871年（明治4年）7月の廃藩置県により厳原県となり、その後9月に伊万里県へ編入された。
その頃、維新政府はアジアの隣国との外交関係樹立を目指して、中国、台湾、朝鮮にも外交関係樹立を申し入れる使節を派遣したが、国交樹立が最も遅れたのは朝鮮だった。1872年（明治5年）、伊万里県は佐賀県に改められ、さらに1876年（明治9年）4月三潴県に合併され、8月には長崎県に移管された。最後の藩主となった義達は、名を重正と改め、華族令の施行された1884年（明治17年）には伯爵を授けられた。
明治維新後も対馬は国防や交易の最前線として重視された。1874年（明治7年）には、兵部省海軍部水路局によって厳原港の測量がなされている。1883年（明治16年）12月、門司税関厳原出張所（現厳原税関支署）が開設され、翌年の2月には「朝鮮貿易港」に指定されている。

### 町村制の施行
長崎県管轄になったあとの対馬には厳原支庁が置かれたが、1886年（明治19年）には対馬島庁と改められた。1889年（明治22年）4月1日に長崎県内において市制・町村制が施行されたが、対馬はこの対象から除外され、東京都伊豆諸島（青ヶ島村を除く）、島根県隠岐諸島、鹿児島県三島村・トカラ列島及び奄美群島、沖縄県と同様に島嶼町村制が適用された。対馬においては1908年（明治41年）4月1日に施行され、上県郡に峰、仁田、佐須奈、豊崎、琴の5村、下県郡には厳原町のほか、与良、佐須、鶏知、竹敷、船越、仁位、奴加岳の1町7村が発足。1912年（明治45年）に厳原町の一部と与良村を久田・豆酘の2村に分割し、1919年（大正8年）に普通町村制が施行された。対馬島庁は、1926年（大正15年）には対馬支庁に改称されている。なお、1905年（明治38年）には上下県郡総町村立の対馬中学校（現在の長崎県立対馬高等学校）が島内初の中学校として創立された。

### 対馬要塞の建設

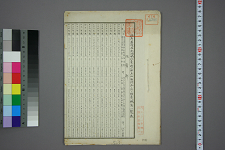
対馬・基隆及澎湖島砲台増築等新計昼ニ係ル諸費概算一覧表（1898年、陸軍省）

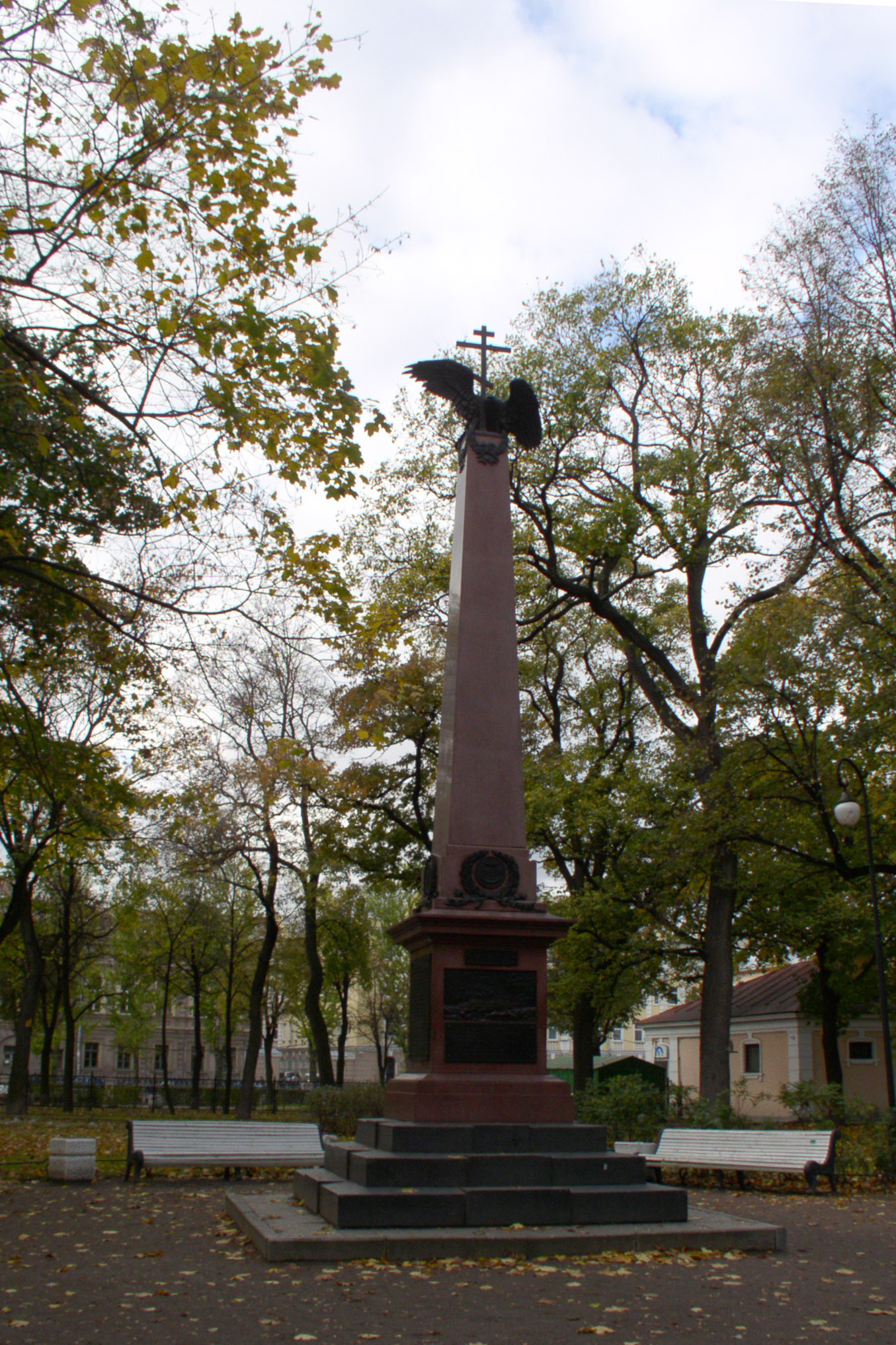
サンクトペテルブルクに建てられた「ツシマ・オベリスク」

ロシアやイギリスをはじめとする列強の対馬接近に脅威を感じた日本政府は、国境最前線であった対馬島の要塞化を図った。大日本帝国陸軍は、1878年（明治11年）には熊本鎮台から対馬分遣隊を対馬に派遣していたが、1886年には陸軍対馬警備隊が置かれた。対馬要塞の建設工事は、浅茅湾防備のため1887年（明治20年）から着工した。この工事は東京湾に次いで日本で2番目のものであった。1888年（明治21年）10月まで温江・大平・芋崎・大石浦の4砲台が完成し、日清戦争を迎えた。
大日本帝国海軍は、1896年（明治29年）、対馬周辺海域を防衛する要港部として浅茅湾に竹敷要港部を置いた。これは、日本海軍初の要港部であった。1898年（明治31年）以降1903年（明治36年）まで、四十八谷・大平高・姫神山・城山・折瀬ヶ鼻には砲台が、城山・根緒・上見坂には堡塁が築かれた。

#### 日本海海戦
1904年（明治37年）には、日露戦争に備え対馬海峡の重要性から要港部司令官が親補職となり、幕僚として、参謀長、参謀、副官、機関長、軍医長、主計長が配置された。また、バルチック艦隊から浅茅湾を防衛するため、郷山・樫岳・多功崎・廻の各砲台の建設に着手した（廻砲台の工事はのちに中止となった）。
日露戦争における日本の勝利を決定的なものとしたことで知られる日本海海戦は、海外では"Battle of Tsushima"（対馬の戦い）の名称で知られている。実際にその名の通り竹敷港や尾崎港からは連合艦隊の水雷艇が出撃している。この海戦の砲声は対馬に届いたといわれ、また、上対馬の殿崎・茂木・琴などの住民は、海岸に漂着した多くのロシア兵の救命救助をおこない、宿や食糧を与えている。
1920年（大正9年）には対馬警備隊司令部を改編し対馬要塞司令部を設置している。こうした対馬全島の要塞化により昭和前期には対馬海峡全体の防衛が可能なほどであった。特に豊砲台には、1922年（大正11年）のワシントン海軍軍縮条約により巡洋戦艦から航空母艦へ転用された「赤城」の40センチメートル連装砲塔が、竜ノ崎砲台には、戦艦「摂津」の30センチメートル連装砲塔が設置された。
太平洋戦争後期には豆酸にレーダー基地が設けられ九州と朝鮮半島の間を監視した。また、対馬と九州の呼子と平戸、対馬と沖島、対馬と本州浜田の間に電波警戒機甲がもうけられ、通過する飛行機の警戒にあたった。なお、豊砲台の跡地は今日でも見学することができる。

### 連合軍占領下
太平洋戦争後は連合国軍が進駐した。1945年（昭和20年）10月14日、戦争中の機雷による事故や銃爆撃を奇跡的に逃れていた九州郵船の旅客船「珠丸」が触雷の結果沈没し、545人を超える人命が失われる大事故があった（珠丸事件）。この日は、連合国軍総司令部による渡航差し止めが解除された日であり、珠丸は対馬経由で釜山港と博多港のあいだを航行中、旧日本軍の敷設した機雷に触れたものである。1946年（昭和21年）、戦時中の言論統制により離島新聞は廃刊を余儀なくされていたが、斉藤隼人によってタブロイド版の「対馬新聞」が創刊された。
対馬は現在も長崎県に属しているが、経済的にはかねてより福岡県との交流が密であり、戦後すぐに転県運動が起こっている。1946年には転県期成会が結成され、長崎県から福岡県への転県を国に働きかけた。福岡県議会では転県提案が可決されたものの、同年9月の長崎県議会では転県提案が否決された。それ以降も転県運動が続いた。1949年（昭和24年）には、「対馬開発5か年計画」が策定され、対馬町村会では、それを受けて対馬開発計画の実現のため転県運動中止を発表した。
1947年（昭和22年）9月には九州海運局厳原支局が、翌1948年（昭和23年）には厳原海上保安部が設置された。この年、済州島では韓国政府を承認しない島民が蜂起し、対馬では、それに対する韓国軍の鎮圧（済州島4・3事件）によって惨殺された済州島民の漂流遺体が多数収容された。
1950年（昭和25年）の朝鮮戦争、1952年（昭和27年）の李承晩による一方的な海洋主権宣言（いわゆる「李承晩ラインの設定」）など、極東情勢の緊迫化は国境の島対馬に甚大な影響をあたえた。

### 宮本常一と離島振興法
軍事要塞であった対馬は長い間開発が抑制されたため、本土より数十年遅れているといわれていた。戦後、民俗学的調査のため対馬を踏査した宮本常一は、厖大な民俗記録を記すいっぽう、あまりの開発の遅れに胸を痛め、離島振興法を制定するために奔走した。1953年（昭和28年）、長崎県知事の呼びかけにより東京都、新潟県、島根県、鹿児島県の知事が共同して「離島振興法制定に関する趣意書」を作成するなどの運動を展開し、同年7月、離島振興法が時限立法として成立した。

### 戦後の繁栄と衰退

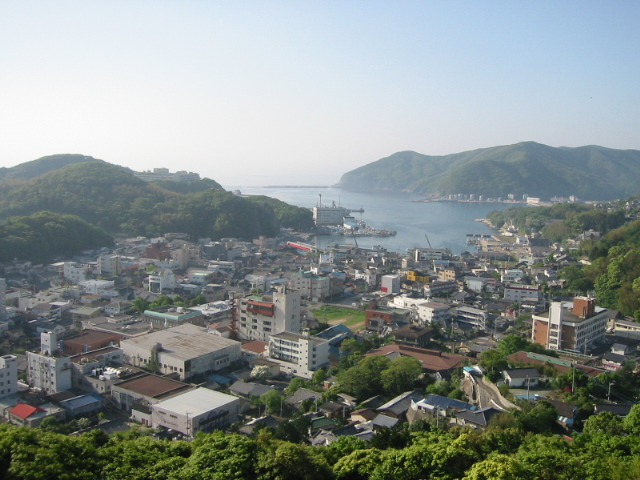
現代の厳原の市街地

厳原港では、1952年ごろから「片道貿易」と呼ばれる日韓輸出入が始まり、小型船が連日港を賑わわせていた。『つしま百科』（長崎県対馬支庁発行）によれば、最盛期の1960年には輸出額約9億8,200万円、輸入額約2億2,500万円を記録、町には20軒を超える貿易商社が立ち並び、遊興業も進出した。この日韓片道貿易は1961年（昭和36年）の朴正煕による5・16軍事クーデターによって終息した。
島内14町村は、1955年（昭和30年）から1956年にかけての昭和の大合併によって上県郡に峰、上県、上対馬、下県郡に厳原、美津島、豊玉の6町村に再編された。
昭和20年代から30年代にかけては、対馬がもっとも賑わった時代であった。西日本屈指の漁場をかかえる対馬近海にはサバ漁やイカ漁などのため遠方からも多くの漁船がおとずれ、各漁港や厳原の町も賑わった。さらに、山林にのこされた豊富な木材は製紙会社によってパルプ材として大量に買い上げられたため、林業収入も多かった。人口も6万5,000人を越えていた。
しかし、片道貿易も終息し、食生活の洋風化や200海里問題などによる水産業の不振、森林資源の枯渇、交通における航空機時代の到来などによって、1960年代後半以降の経済は衰退し、人口流出が顕著となって過疎化に悩むこととなった。生活道路などの整備が充分になされないなか、公共事業も削減されて苦境に立たされている。2004年（平成16年）3月1日には、対馬の6町すべてが合併して市制施行し、対馬市の1市体制となった。
2020年、アメリカ合衆国のSucker Punch Productionsが開発した、元寇時の対馬を舞台としたPS4向けゲーム「Ghost of Tsushima」は世界的なヒット作品となった。対馬市も今までの韓国のみのインバウンドから脱却すべく、世界各国からのインバウンドを狙ってタイアップを行った。2021年3月26日には「Ghost of Tsushima」の映画化も発表された。

## 産業

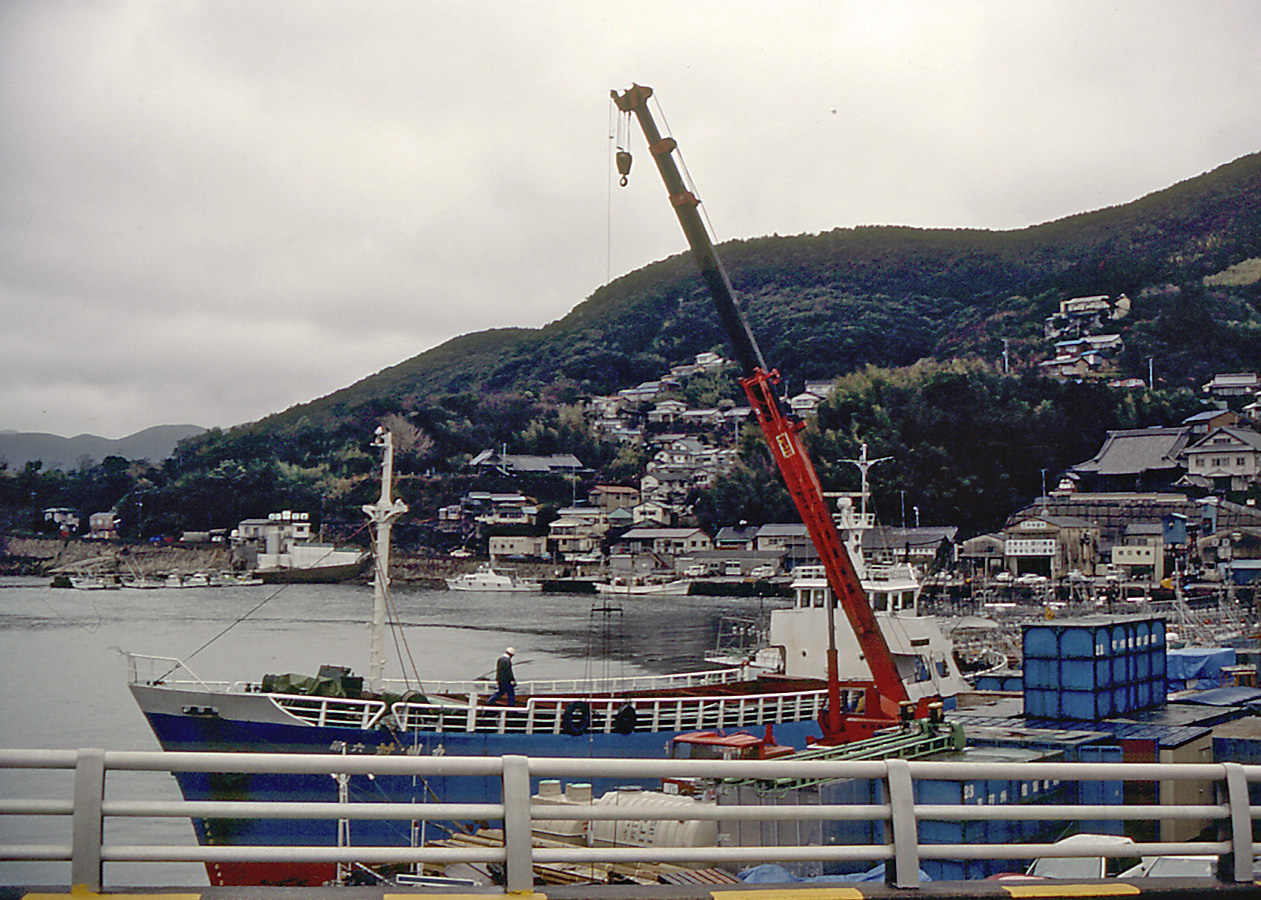
対馬の漁港

### 農林業
全島が山林におおわれ平地は少なく、農業は全般的にふるわない。明治時代まで山地の焼畑によるアワ、ヒエ、ソバ、ダイズがつくられたが、現在はコメのほか、普通畑による麦、サツマイモ、ジャガイモが主である。林業は、かつては薪炭材やパルプ材として利用されてきたが、今日ではスギやヒノキが重要性を増しており、ヒノキは「対馬ひのき」としてブランド展開されている。豊富なコナラの資源を利用したシイタケ栽培もさかんで、とくにドンコの品質には定評がある。

### 水産業
漁業は対馬の基幹産業のひとつで、伝統的に対馬近海や日本海でのイカの一本釣漁がさかんで、スルメが特産であった。タイやブリなどの一本釣漁、沿岸での定置網漁もおこなわれている。日韓漁業協定による共同規制水域の設定により出漁隻数の制限を受け、漁獲高は年々減少しており、アワビは密漁による被害を受けている。また、浅茅湾を中心に真珠の養殖がさかんであり、これは大正時代より始まったものである。

## 民俗
朝鮮動乱のなか対馬を踏査した民俗学者宮本常一は、鎌倉時代の宗家来島以来の古文書をもっている旧家が幾つかあることに注目し、全く同じ土地で600年もの間、人びとが生活し続け、しかも、中世の宛行状や安堵状にみえた田畑を今日まで作続けていることについて「世の中にこういう世界もあるのか」「中世がそのままといいたいほど残っている」と驚嘆している。しかし、宮本の言う中世とは厳格な史料批判に基づいたものではなく、歴史学の観点からは批判が多い。ただし、『忘れられた日本人』 (1960) に収録された対馬に関する聞き書きは、村の意志決定過程や身分制度、女性の在り方などに関する貴重な記録になっている。

### 九学会連合対馬調査
対馬における本格的な民俗学調査は1950年から1951年におこなわれた九学会連合対馬調査にはじまる。調査報告書である『対馬の自然と文化』(1954) はその後の研究の基礎となった。その結果、対馬は、身分制度の本戸と寄留、聖地と村落の独自の構成、年齢集団や隠居制家族、親分・子分関係、天道（天童）信仰など、多くの重要な文化項目が認められ、民俗学的にきわめて貴重な地域であることが指摘できる。

### 対馬の社会構造
対馬では旧士族が村落に居住し、本戸（山林や海浜の共有権を持ち村落の社会運営にたづさわる家）や寄留（次三男以下、あるいはタビノモンと呼ばれる他から来住した者）などとともにきびしい身分制度があり、新戸（明治になって分家した家）もふくめ、村落のさまざまな権利関係や祭祀運営などにおいて特別な秩序があった。この身分制度は、東北日本型村落の親分子分による同族型（家連合）とは異なり、本戸の平等性を維持する。本戸の数が村ごとに一定数に定められていたのは、資源確保の意味があった。そして、隠居制家族や年齢集団などでは西南日本型村落の要素が強くみとめられる。。

### 生業の特色
かつて重要な役割を果たした焼畑は今日では衰退している。また、壱岐・対馬・五島列島・山陰・北陸など広い範囲で活動した筑前国鐘崎の海人（海士・海女）は、中世前半に宗氏が鐘崎を領有していたところから対馬でも漁業権を得たものであるという。なお、江戸時代には、採集したアワビを乾燥させ、俵物などとして中国へ輸出することも多かった。

### 対馬方言
対馬方言は、九州方言に属し、かつては朝鮮語との関係を期待されて、その観点から多くの日本語との比較言語学的研究がなされた一時期もあったが、今日では語彙における借用語以上の共通性は見られないことが判明している。

### 対馬の民話
古くから対馬で言い伝えられてきた民話としては、「狐の仇うち」「夕影山の主」「美女塚」「京のさかづき」などがある。

### 石屋根
対馬特有の景観として、板状の粘板岩や頁岩で屋根を葺く「石屋根」と呼ばれる建物がある。おもに高床倉庫などに用いられる。

### 天道信仰
対馬の山岳信仰と太陽崇拝、母子神信仰、真言宗が習合して神仏混淆の天道信仰が展開した。根拠地は南の豆酘と北部の佐護湊である。『天道縁起』（元禄3年・1690。豆酘・主藤家蔵）によれば、ある女が太陽に感精して孕んで天道を生んだ。長じて霊験を表わし空中を飛んで朝廷に至り病気を治し、帰国後に山中の龍良山に祀られたと説く。山上に御子神、山麓の水辺に母神を祀る。観音信仰や八幡信仰と結びつく。遥拝所は浅藻に八丁角という塔が積まれた聖地がある。『津島紀事』（文化6年・1809）には、ウツロ船に乗った女御が内院に流れ着き、朝日の光で感精して天道を生んで霊験を表し山に祀られたと説く。豆酘では天道信仰は供僧（）と呼ばれる人々が、神前読経で神仏混淆で多久頭魂神社（たくつたま。旧観音堂）に奉仕し、旧暦正月10日に天道法師がもたらしたとされる赤米の頭渡し行事を行う。『対州神社誌』（貞享3年・1686）には、島内各地で男女の法者（）と命婦（）が神仏混淆の祭祀を行う実態が描かれている。元禄15年（1702年）に藤氏が総宮司職に就任して復古神道を取り込み、社名や祭神を古代の神話にあてはめて以来、対馬神道と呼ばれる独自の祭祀が展開した。対馬の神社を式内社に比定する動きが高まり29社の考証が行われた。

### うつぼ舟
対馬にはうつぼ舟やそれに類似する伝承が多く存在する。例えば以下の通りである。
- 対馬市の久原の伝承では、浜に流れ着いた朝鮮王族の姫から財宝を奪って殺し、その祟りで佐奈豊の村が滅んだというものがある[67]。
- 久原から程近い女連の佐奈豊には、朝鮮出兵時に某という武将によって対馬に連れて来られた（あるいは不義をして舟で流された）宣祖の娘（李昖王姫）のものとされる墓がある[67]。
- 上対馬町の三宇田には、「はなみごぜ（花宮御前）」という高貴な女性が財物と共に流れ着いたが、三宇田村の住人に殺害され財物を奪われ、祟りを恐れた住人は花宮御前を祀ったものの、祟りのせいで住人は絶え村は廃村となってしまったという伝承がある[67]。ただし、花宮御前は黒田藩の女性であり、キリシタンとなったため、黒田藩を追い出され三宇田に至ったという伝説も存在する[68]。
- 豆酘には高皇産霊尊とされる霊石（高雄むすふ）がうつぼ舟に乗って流れ着いたので、神として祀られた（現在も多久頭魂神社内に高御魂神社がある）[69]。
- 天道法師の母は一般的に内院の照日某の娘とされるが、都にて不義をして懐妊し、対馬に流され着いた女官とする伝承も存在する[69]。
- 豊玉町貝口には、高貴な姫とその侍女達や宝物が流れ着いたが、住人が姫達を殺害して宝物を奪ったという伝承がある[67]。

### 祭祀と葬制
木坂と青海には海辺の石を積み上げて「ヤクマの塔」を造り、旧暦6月の初午の日に神饌を供えるヤクマ祭りの祭祀がのこっている。麦の収穫を感謝し天道を祀る行事である。対馬の各所で行われた習俗であったが、現代では両地区にのみに継承されている。また、木坂と青海には「埋め墓」と「詣り墓」を別に設ける両墓制という独特の葬制がある。木坂は海神神社（旧木坂八幡宮）に奉仕する社人の集落であったという要因が大きい。両墓制は佐護湊や豆酘でも行われていた。

### 行事
- 旧暦正月3日 - 豆酘・雷神社の亀卜行事（亀の甲を焼き、生じたひび割れによって吉凶を占う神事。豆酘の岩佐家の世襲行事。藩政時代には仁位で亀卜、佐護では鹿の骨の占いがおこなわれていたという記録がある）。
- 旧暦正月10日 - 豆酘の赤米頭受行事

詳細は対馬の旧正月を参照。
- 旧暦6月初午の日 - 木坂・青海のヤクマ祭り
- 8月第1土・日曜日 - 対馬厳原港まつり
- 11月12日・13日 - 小茂田浜神社大祭（神官が元軍を想定して海に向かって弓を射る神事がある）。

### 豆酘集落
2009年（平成21年）、豆酘（）集落が、「海士による潜水漁や赤米の栽培・神事など、古い文化を残す。供僧が天道の祭りに奉仕する形態が残る。里山を利用した養蜂や在来種ソバの栽培も盛ん」として「にほんの里100選」（朝日新聞創刊130周年・森林文化協会創立30周年記念事業）に選ばれた。

## 韓国との交流

### 対馬の韓国での呼称
韓国では長らく、「対馬島（對馬島）」を朝鮮漢字音で読んだ「대마도（テマド/Daemado）」という呼称を使用していた。
現行の外来語表記法制定以降、韓国政府や行政が公式に出版する資料では原音に合わせ「쓰시마섬（スシマソム/Sseusimaseom、つしま+「島」の固有語）」と表記されるが、民間などでは従来通りの「대마도」が慣用的に使われる場合もある。

### 交流の概況
対馬は1990年代頃から、日韓交流の拠点となるべくイベントの開催等さまざまな活動を行っており、なかでも厳原港みなと祭は島最大のイベントとなっている。他にも国境マラソンin対馬、対馬ちんぐ音楽祭などがある。
さらに島内のほとんどの道路標識に朝鮮語を併記するなど、観光客の誘致に力を入れている。また、対馬島内の複数の中学校が韓国内の中学校と姉妹校縁組を締結しておりホームステイなどの交流を行なっている。対馬市は釜山広域市の影島区と姉妹都市提携を結んでおり、釜山市内に市の事務所を構えている。長崎県が推定した2007年度の韓国人観光客による経済効果は21億6,000万円としている。
2013年には対馬仏像盗難事件などの影響もあり、韓国との種々の交流行事がストップしたが2014年には交流を再開した。

### しま交流人口拡大特区
長崎県は、対馬全域を「しま交流人口拡大特区」として構造改革特別区域提案・申請し、2003年（平成15年）11月28日に認定された。この認定により、以下の事業が可能になった。
- 韓国人団体旅行者などが短期滞在型査証の発給を受ける場合、その手続きが簡素化される。
- 長崎県立対馬高等学校国際文化交流コースにおいて、学校設定単位として、韓国との関係を重視した教科・科目を25単位設置する。

## 社会問題

### 環境問題

#### 生態系保全
希少動物が多く生息してはいるが、その生息状況は芳しいとはいえない状態である。森林の伐採によりツシマヤマネコが住処を失い、1920年には日本で対馬にしか生息していなかったキタタキが絶滅している。また過疎による耕作地の荒廃が餌の小鳥やネズミを減らし、野猫対策の罠や農薬、道路開発による自動車事故もまたツシマヤマネコを危機に追い込んでいる（ツシマヤマネコ#絶滅の危険性と保護対策も参照）。
壱岐対馬国定公園内に韓国の国花であるムクゲを無許可で植栽する者がおり、生態系の保全の観点から問題視されている。

#### 漂着ゴミ問題
対馬島の沿岸には、対馬海流にのって外国からのゴミが漂着する。中華人民共和国や中華民国（台湾）、ロシアからのものもあるが、その大半は地理的に近い大韓民国からのゴミである。
漂着ゴミは、プラスチック製の各種容器・生活廃棄物・漁具類のほか、テレビや冷蔵庫等の大型ゴミもある。また、2000年以降は、韓国の養殖業で使用されたとみられる塩酸や過酸化水素等の薬品用ポリタンクも多く見られるようになった。これらの廃棄物は、1年間で約4400トンが漂着し、その量は対馬市が処理する一般廃棄物の3分の1に当たり、その費用として2001年（平成13年）からの7年間で2800万円を要する。なお、韓国からゴミを回収するボランティアが来島したこともあった。

### 過疎問題
| |                                        |  |
| 対馬市と全国の年齢別人口分布（2005年） | 対馬市の年齢・男女別人口分布（2005年） |  |
| ■紫色 ― 対馬市 ■緑色 ― 日本全国 | ■青色 ― 男性 ■赤色 ― 女性              |  |
| 対馬市（に相当する地域）の人口の推移 \| 1970年（昭和45年） \| 58,672人 \| \| \| 1975年（昭和50年） \| 52,472人 \| \| \| 1980年（昭和55年） \| 50,810人 \| \| \| 1985年（昭和60年） \| 48,875人 \| \| \| 1990年（平成2年） \| 46,064人 \| \| \| 1995年（平成7年） \| 43,513人 \| \| \| 2000年（平成12年） \| 41,230人 \| \| \| 2005年（平成17年） \| 38,481人 \| \| \| 2010年（平成22年） \| 34,407人 \| \| \| 2015年（平成27年） \| 31,457人 \| \| \| 2020年（令和2年） \| 28,502人 \| \| |                                        |  |
| 総務省統計局 国勢調査より |                                        |  |
| 1970年（昭和45年） | 58,672人                               |  |
| 1975年（昭和50年） | 52,472人                               |  |
| 1980年（昭和55年） | 50,810人                               |  |
| 1985年（昭和60年） | 48,875人                               |  |
| 1990年（平成2年） | 46,064人                               |  |
| 1995年（平成7年） | 43,513人                               |  |
| 2000年（平成12年） | 41,230人                               |  |
| 2005年（平成17年） | 38,481人                               |  |
| 2010年（平成22年） | 34,407人                               |  |
| 2015年（平成27年） | 31,457人                               |  |
| 2020年（令和2年） | 28,502人                               |  |

1960年（昭和35年）には6万9,556人であった人口も2010年（平成22年）には34,116人に減少しており、50年間で人口は半減し、年間400人から500人もの人口が減少している。特に旧峰町の減少率が著しい。島内には大学や短期大学もなく、若者の人口流出が著しく、少子高齢化が進んでいる。2020年（令和2年）における全人口に対する65歳以上の人の割合は37.3%であり、少子高齢化の速度は全国平均および長崎県平均よりも速い。小学校の閉校も相次いでいる。対馬市によれば、2030年の推計人口は、2万3,000人程度である。
かつての主産業であった水産業・林業・鉱業はいずれも不振であり、生活道路などの整備も不充分ななか、公共事業も削減されて大きな痛手となっており、豊かな自然と長い歴史、独自の民俗文化等にめぐまれていることから、近年は観光に力を入れている。
2009年、長崎県議会は国（内閣総理大臣、国家戦略担当大臣、総務大臣、財務大臣、内閣官房長官、衆議院議長、参議院議長）に対し、「新過疎法」の制定促進を求める意見書を提出している。

### 韓国人旅行客のマナー問題
1999年に厳原港・比田勝港-釜山港間の定期船航路開設以降、多くの韓国人観光客が対馬を訪れるようになったが、同時に一部の韓国人観光客のマナーの悪さが島内のみならず本土でも問題が取り上げられるようになった。また、壱岐対馬国定公園内に大韓民国の国花であるムクゲを無許可で植栽し、逮捕者を出すなどの問題も発生している。なお、韓国には対馬にムクゲを植える運動を広げる旅行社がある。
- 和多都美神社では、絵馬に「対馬は確実に韓国の領土」「日本の天皇は韓国の子孫」などの書き込みがなされるようになってきている[85]。

### 韓国人ブローカーによる文化財の窃盗問題
2012年の対馬仏像盗難事件をはじめ、韓国人による文化財の窃盗事件が頻発している。対馬は防犯意識が低く、朝鮮渡来品が多いため、盗品ブローカーたちからは「宝の島」と呼ばれている。

### 領海侵犯・密漁問題
対馬に対しては、韓国漁船による領海侵犯が日常的におこなわれており、その主たる目的はアワビの密漁である。密漁船の多くは釜山港を拠点としており、組織ぐるみで密漁している。韓国人密漁者には1年間で2億5,000万円を稼ぎ出す者がいるいっぽう、地元漁師のなかには、以前にくらべアワビ漁による収入が10分の1に激減した者がいる。

## 外交問題

### 韓国の対馬領有権主張

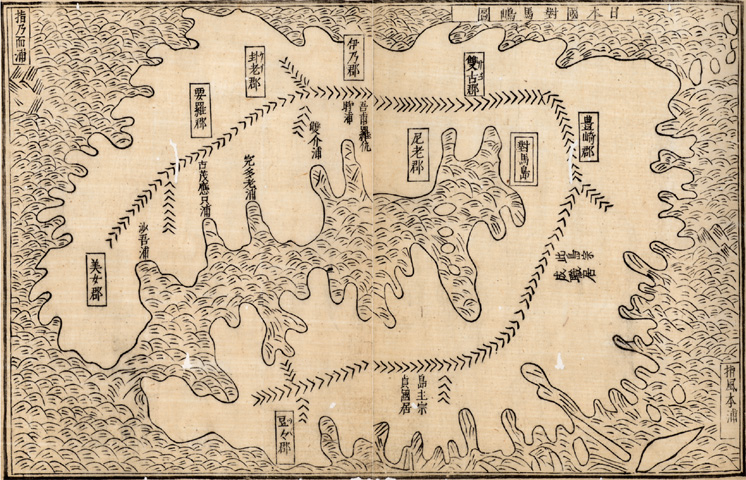
申叔舟『海東諸国紀』（1471年）の「日本国対馬嶋図」

李承晩時代
1949年1月17日、大韓民国（韓国）初代大統領の李承晩は「対馬は韓国領」として日本に「返還」を要求した。また、第二次世界大戦後に日本を占領した連合国軍総司令部 (GHQ) に対し、韓国の李承晩政権は竹島だけでなく対馬についても「歴史的にこの島は韓国の領土であり、日本によって強制的、不法に占領された」と述べ、日本からの割譲を要求したが、GHQからは「根拠がない」として拒否された。
「対馬島の日」
2005年3月18日、韓国慶尚南道馬山市議会は、島根県議会の「竹島の日」に対抗すると称して、「対馬島の日（대마도의 날）」条例を可決した。条例は「対馬島が韓国領土であることを内外に知らしめ、領有権確立を目的とする」と規定している。これに対して韓国政府は馬山市に条例の撤回を要請した。また、対馬市議会の波田政和議長は2006年10月6日、馬山市議会に「対馬島の日」条例の廃止措置を要請したが、馬山市議会は「対応する価値がない」として条例を廃止しないことを明らかにした。2012年に馬山市が合併により昌原市となった後も、同市により同様の条例が再制定されている。
「対馬の領土を要求する韓国議員連盟」
現在の韓国政府は李承晩時代のように、公式に対馬の領有主張を行ってはいないが、2008年7月21日、韓国のハンナラ党のホ・テヨル、チョン・カビュン議員ら50人余の国会議員が「対馬は韓国の領土であり、日本は対馬を韓国政府に即時返還すること」を求める『対馬の大韓民国領土確認および返還要求決議案』を提出し、韓国国会の外交通商統一委員会に付託された。
同案に対して世論調査機関リアルミーターが2008年7月に実施した19歳以上の男女700人を対象にした世論調査によると「日本に対馬返還要求すべき」との主張に賛成する人は50.6%、反対意見は33.5%である。2010年9月、「対馬は歴史的、文化的、人種的に私たちの領土であることが明らかであるにも関わらず、対馬に対する私たちの関心は初代制憲国会での領有権主張とサンフランシスコ講和会議での返還要求以後、事実上一度もない状態で現在に至った」と主張する韓国議員37名が、日本が不法に強制占領している対馬を早く返還させるための議員連盟を結成した。
領有権主張の歴史的根拠
李氏朝鮮が応永の外寇の最中、朝鮮国王世宗が宗貞盛に宛てた書簡に「対馬の島たる、慶尚道の鶏林に隷す。本是れ我が国の地なり。載せて文籍に在り。昭然考うべし」と記し、2年後、対馬から朝鮮に派遣された使者は「本島（対馬）は本大国の牧馬の地なり」との返事を送った記録がある（『朝鮮世宗実録』元年7月庚申条及び3年4月己亥条）。この返答は偽使によるものと考えられ、15世紀の対馬の人びとに朝鮮への帰属意識があった証拠とはならないが、朝鮮側のこうした対馬観を当時の倭寇鎮圧にみられる強硬策の背景として考えることはできる。
その後、朝鮮の領議政（宰相）であった申叔舟が1471年に編纂した『海東諸国紀』は日本国対馬島の図を掲載し、本文では対馬島を「日本国西海道に属す」として島内の事情を詳述している。16世紀に刊行された朝鮮の地理書『新増東国輿地勝覧』の「八道総図」には対馬が明確に朝鮮領として記述はしていないものの、地図には朝鮮に隣接する領土外地域もともに描かれており、北方国境である鴨緑江・豆満江北側の明の領土が地図内に描かれているとともに対馬も描かれている。この「領土外地域」を、現代の韓国では「八道総図」で対馬が朝鮮領として描かれていると解釈して、これを根拠に対馬は韓国領だとする主張がある。

対馬市長の声明
2008年7月、これらの韓国側の主張に財部能成対馬市長は「主張は自由だが、対馬は先史時代以降ずっと日本。『魏志倭人伝』にも倭国の中に入っている。対馬が韓国領土というのはあり得ない」との声明を発表した。
2008年7月23日、韓国の退役軍人らで構成する抗議団21人が対馬市役所前で「独島は韓国領土、対馬も韓国領土」と主張する横断幕を掲げ抗議活動を展開、一部の市民と道路を挟んで対峙し、怒号が飛び交うなど騒然とした雰囲気に包まれた。2009年3月26日には、ソウルにある日本文化センターに火炎瓶のようなものをもった3人組の男が侵入し、「対馬は韓国領土」などと書いたビラを持って立てこもった。同年11月4日には、「対馬は韓国領」と記載された文書や刃物などを持ちこんで、在大韓民国日本国大使館に放火し、大使館員を人質にしようとした男が逮捕された。このほか市民団体の活貧団（）なども「対馬は韓国領土」と継続して主張し、活動している。

歴史教科書への領有権記載運動
2010年4月1日、韓国の政府与党であるハンナラ党は韓国の歴史教科書（国定国史教科書）に、対馬の領有権についての記述を推進することを決定した。

### 防衛問題

#### 日本側の防衛体制
対馬には陸上自衛隊対馬警備隊、海上自衛隊対馬防備隊、および航空自衛隊第19警戒隊が置かれているが、超党派の議員連盟日本の領土を守るため行動する議員連盟と自民党の真・保守政策研究会が2008年12月に現地で行った調査では、必要な艦船・航空機の欠如、少数の要員（全体で700人）、実弾の供給不足に起因する隊員の訓練不足が指摘され、防衛機能を果たすには不十分な状況にあることが明らかにされている。また、現地における自衛隊の国防意識が希薄になっている現状も指摘され、防衛上の新法作成が必要との提言がなされている（後述）。

#### 韓国側の動き
前韓国海軍作戦司令官の金成萬は、2007年（平成19年）に対馬への軍事侵攻計画を作成するよう韓国政府に進言している。
2008年には、韓国軍退役軍人の団体が対馬市役所前で指を噛み切り、韓国国旗に血書で「独島は韓国領土」などと書きこむ事件が起きた。2009年には、在日本大韓民国民団（民団）対馬島地方本部事務局長の妻を持つ、日本に帰化した元韓国人男性が20年間にわたって自衛隊員との親密な交流を深めながら、基地を訪れては自衛隊の演習や人員配置などを書き写していることが報じられている。2013年には観光客として対馬に潜入した数千人の工作員と韓国系自衛官などが韓国・北朝鮮政府に協力して対馬を征伐奪回するとした書籍が韓国でベストセラーとなる。

#### 対馬島民による自衛隊増強要請
2009年1月29日、財部能成対馬市長、作元義文対馬市議会議長をはじめとする対馬市民が防衛省を訪れて対馬市議会作成の自衛隊増強の嘆願書を提出している。要望書の概要は以下の通り
陸上自衛隊現在の部隊規模では侵攻に対する抑止力が不十分であり、実効的対応は極めて困難であるため、1個連隊規模の常駐部隊の配置、ヘリ部隊の配置、演習場の確保、装備弾薬の集積地の確保など。
海上自衛隊イージス艦を始めとする護衛艦専用岸壁の整備、哨戒ヘリ、ミサイル艇の常備配備、それらを支援する部隊の常駐など。
航空自衛隊大型輸送機による離着陸を可能とする空港、訓練場の整備など。
自衛隊増強要望書提出に際しては、島民は、対馬が古来から現在まで変わることなく国境の最前線であるという認識を持ち続けていることを理由として掲げている。

### 韓国資本の土地買収問題
2008年頃から韓国資本が対馬で土地の買い占めを行っているとの報道がなされるようになり、浜田靖一防衛大臣は「政府で検討すべき問題」、中曽根弘文外務大臣は「わが国の領土を守るのは国家の最重要課題」と国会で答弁した。
また、海上自衛隊対馬防備隊本部の隣接地で旧日本海軍の施設のあった土地の所有者が自衛隊への売却を希望したが、自衛隊側が買収予算計上に時間をかけている間に、韓国資本が日本人名義で土地を買収し、リゾート施設を建設したことも明らかになった。2008年12月20日に超党派の国会議員グループ11人が対馬を公式視察した際、視察団長の平沼赳夫はこの件に触れ、海上自衛隊が危機意識を感じていないとして「領土意識が希薄になっていることを象徴している」と危機感を表明し、国境対馬振興特別措置法（防人の島新法）制定の必要性を訴えた。
2008年11月12日の合同会議では、韓国資本による不動産買い占めは5500坪（島全体の0.26%）におよぶことが報告された。新法では、国防機関の設置や領土保全に対する特別措置などを盛り込むよう求めた。ただし、韓国人が日本人名義で不動産の買収を行うケースもあるため、実際の買収状況を把握することは困難という指摘がある。

### 外国人参政権問題
長崎県議会からは、外国人参政権について日韓両国は相互主義の成り立つ条件にないことを指摘したうえで、「長崎県は、対馬の問題を抱えている。対馬は韓国領だと主張する韓国人がいて、実際に韓国資本により対馬の土地の多くが買われ、韓国人が移住しているという現在、もし、在日韓国人に地方参政権が与えられたとしたら、韓国政府の意向を受けた地方公共団体の長や議員が誕生し、実質的に対馬を韓国領とされてしまうという悪夢が実現するのではないかという大きな懸念を持っている」として、外国人参政権付与に反対する意見書が鳩山由紀夫内閣総理大臣、平野博文官房長官、横路孝弘衆議院議長、江田五月参議院議長などに提出されている。

## 観光
観光客は年間およそ68万人である。

### 観光地

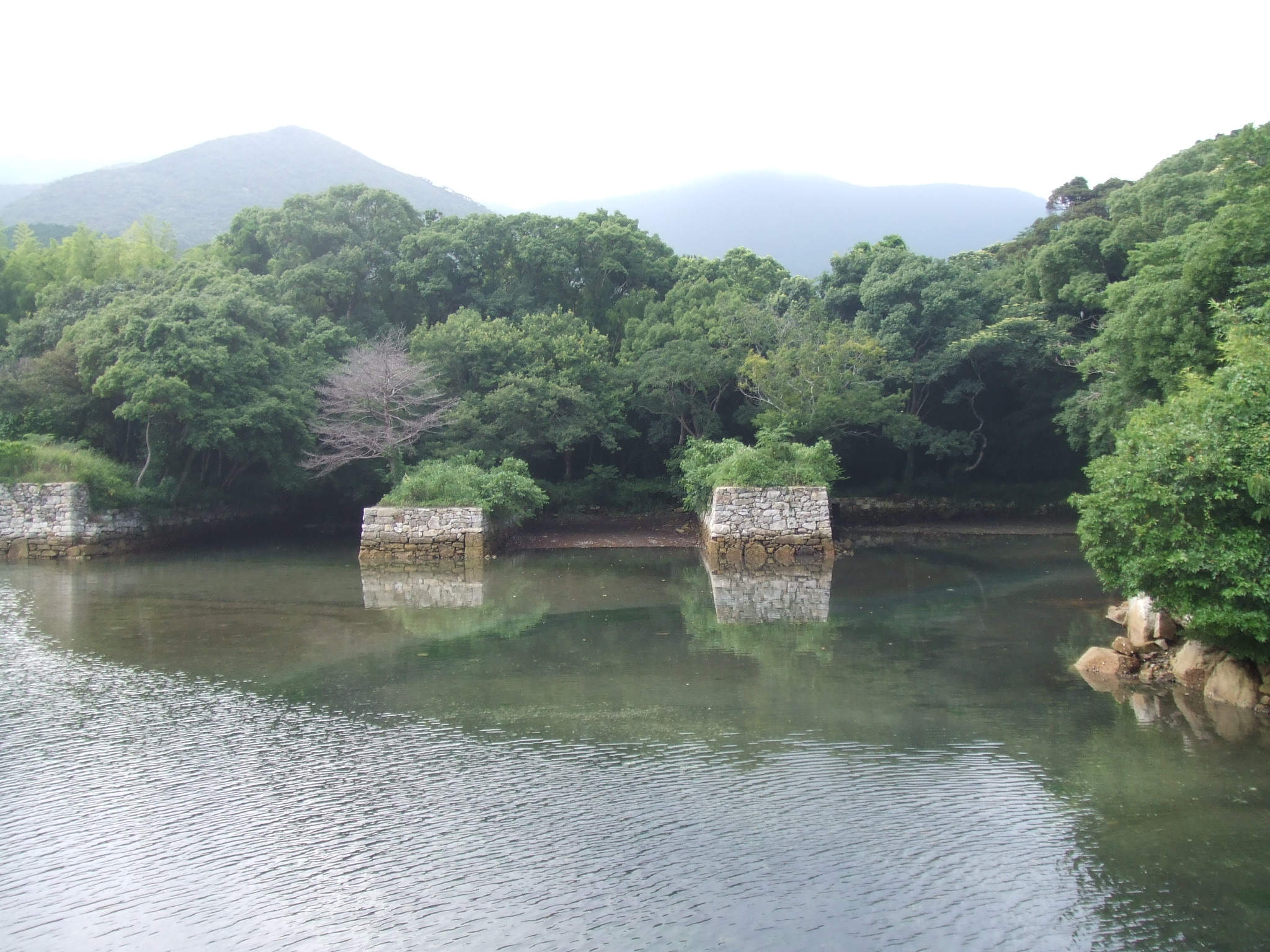
対馬府中藩によって1663年に造成されたお船江跡

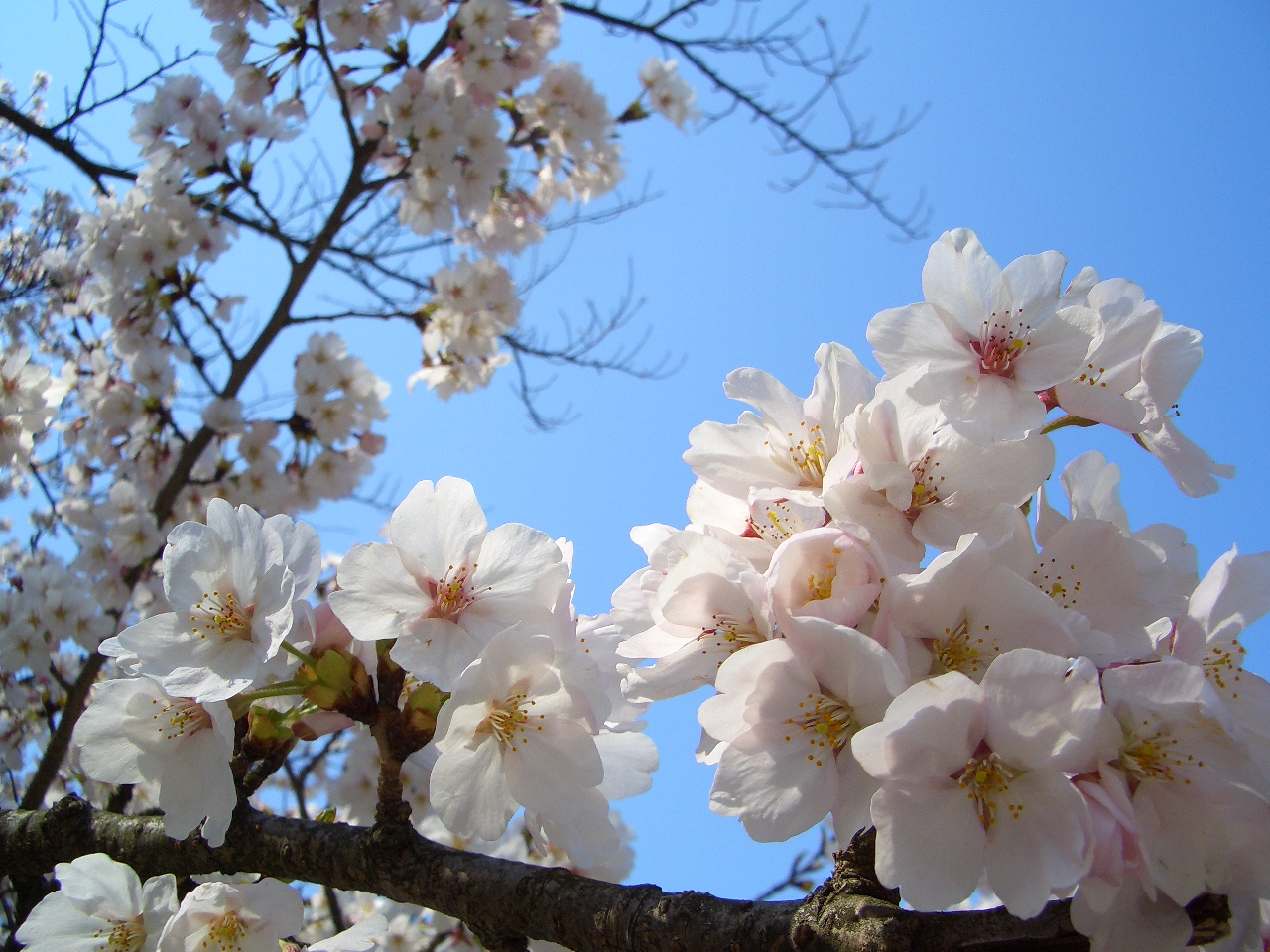
ソメイヨシノ

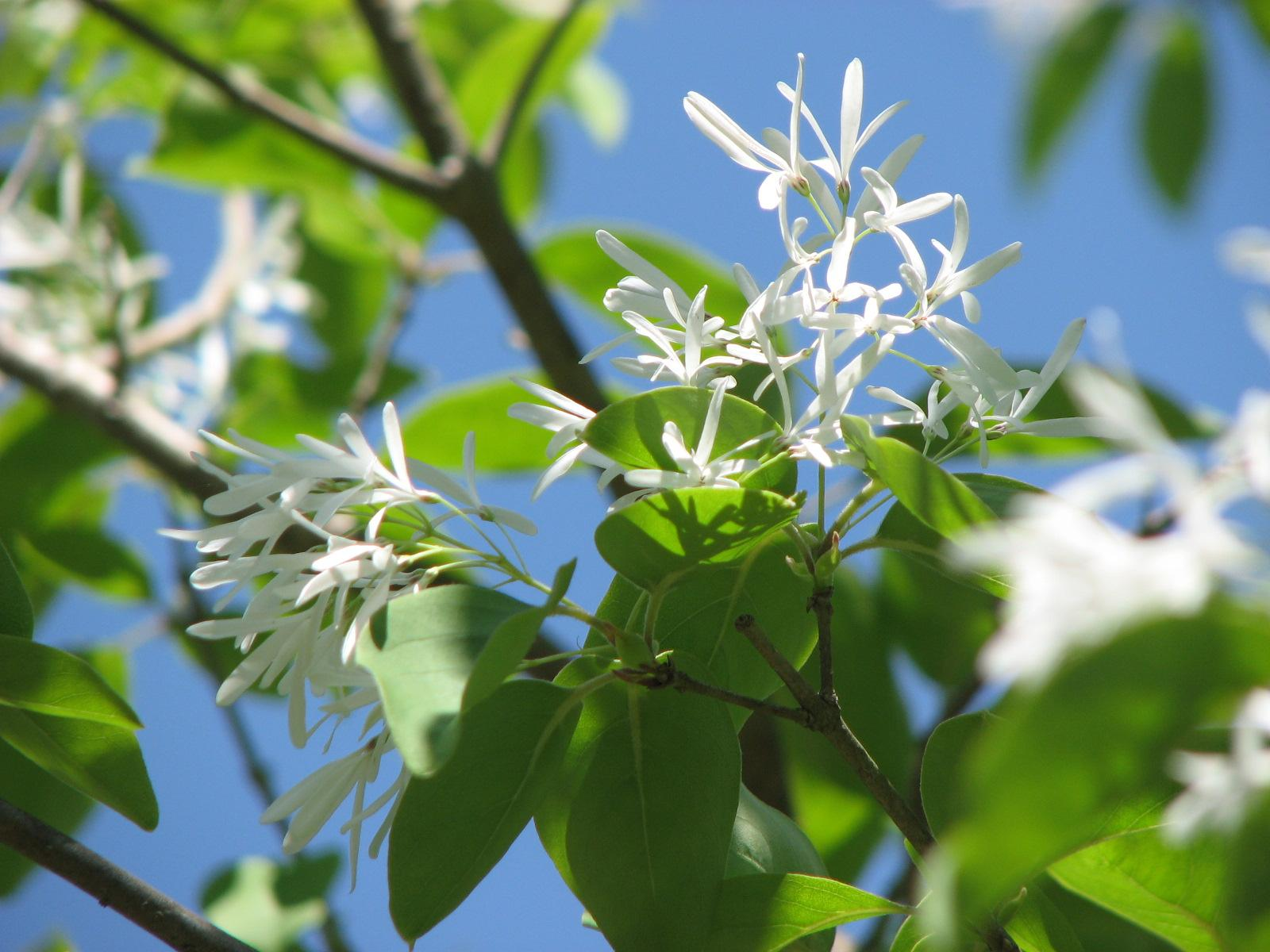
ヒトツバタゴ

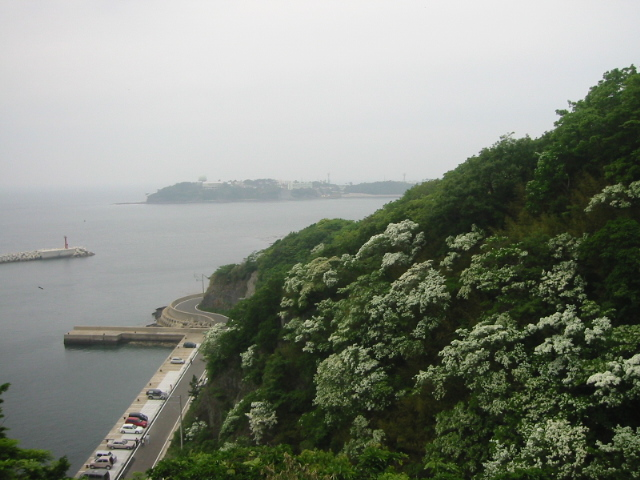
鰐浦のヒトツバタゴ

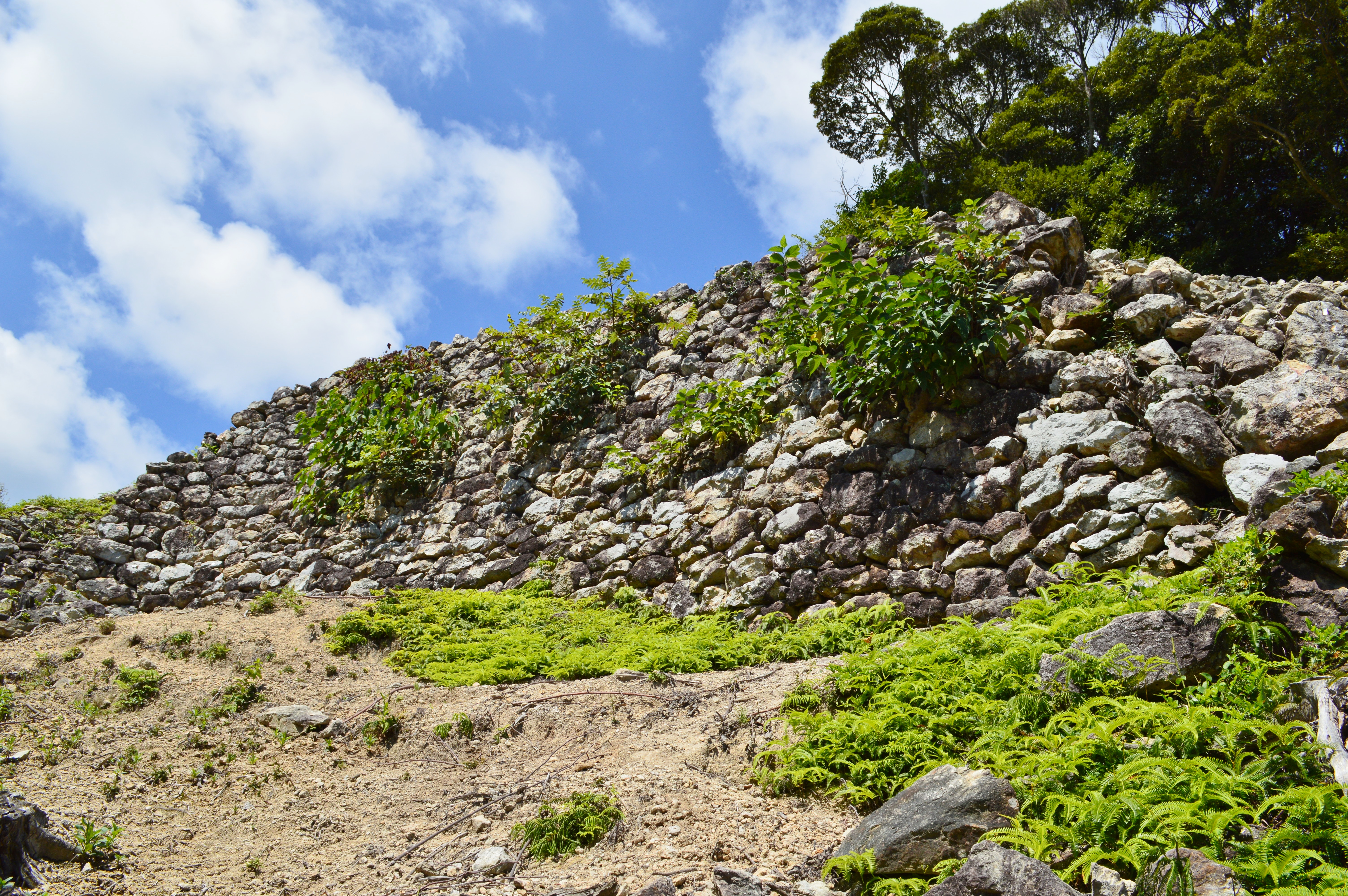
金田城跡

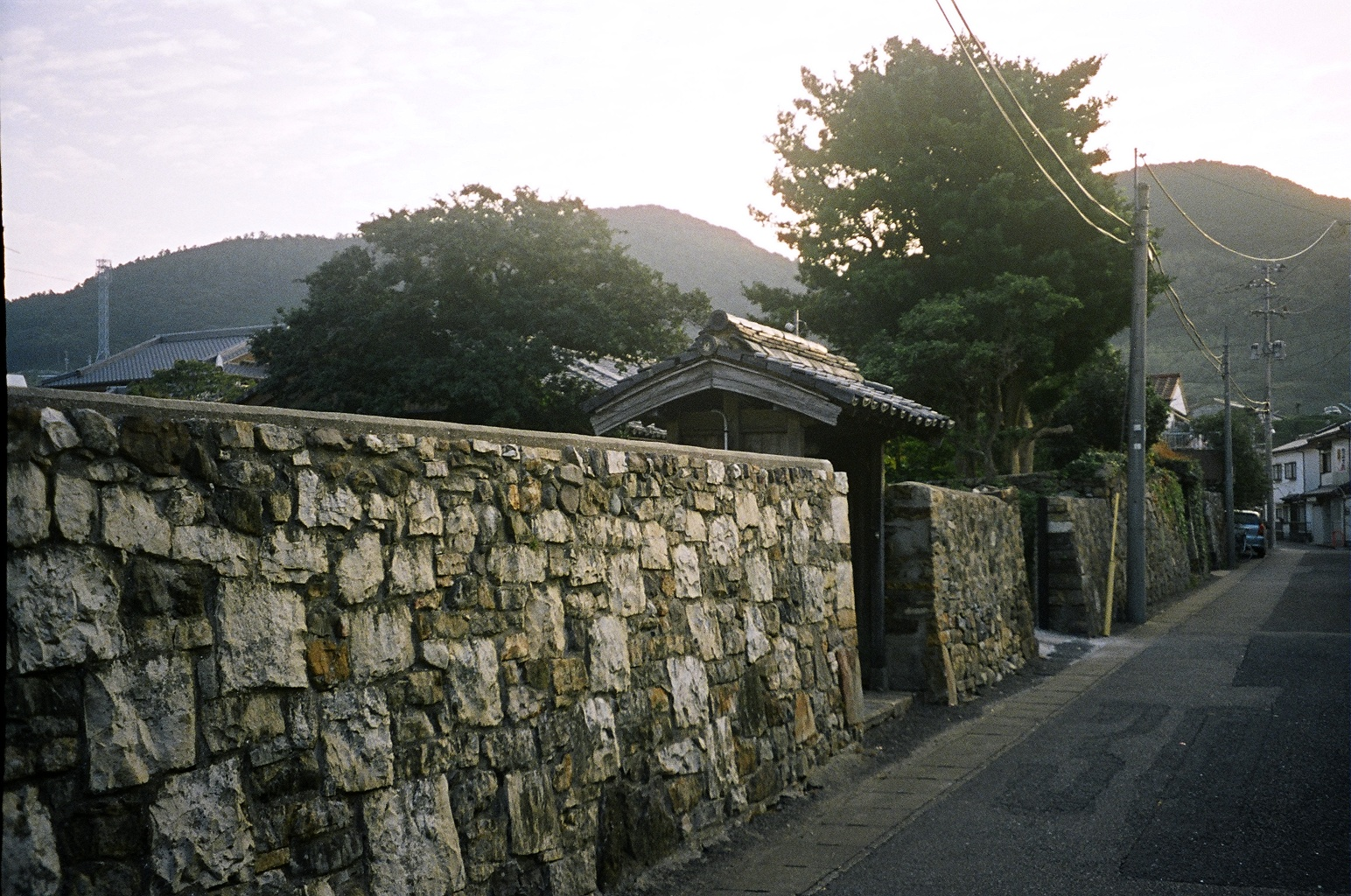
厳原の武家屋敷跡

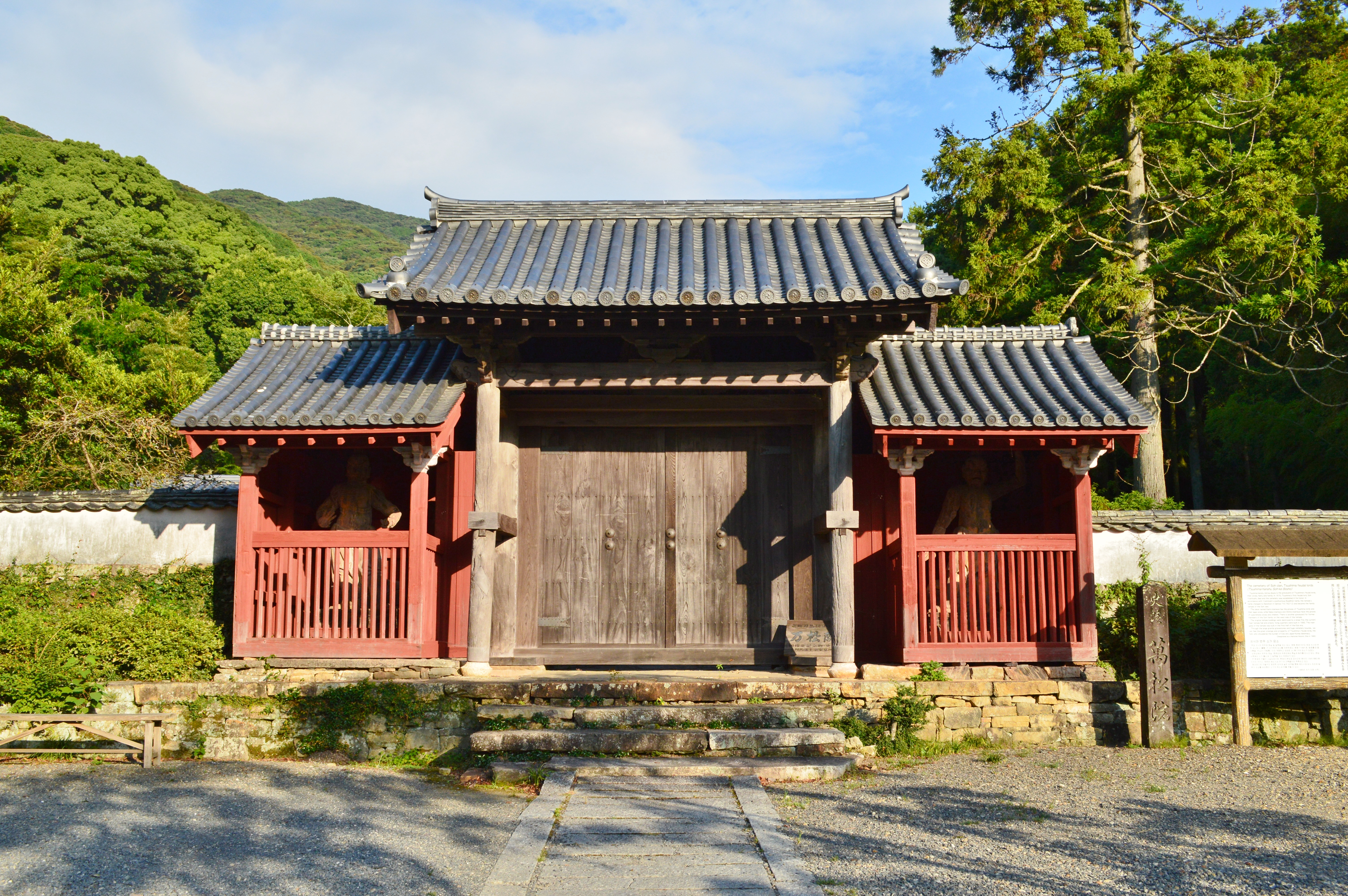
万松院

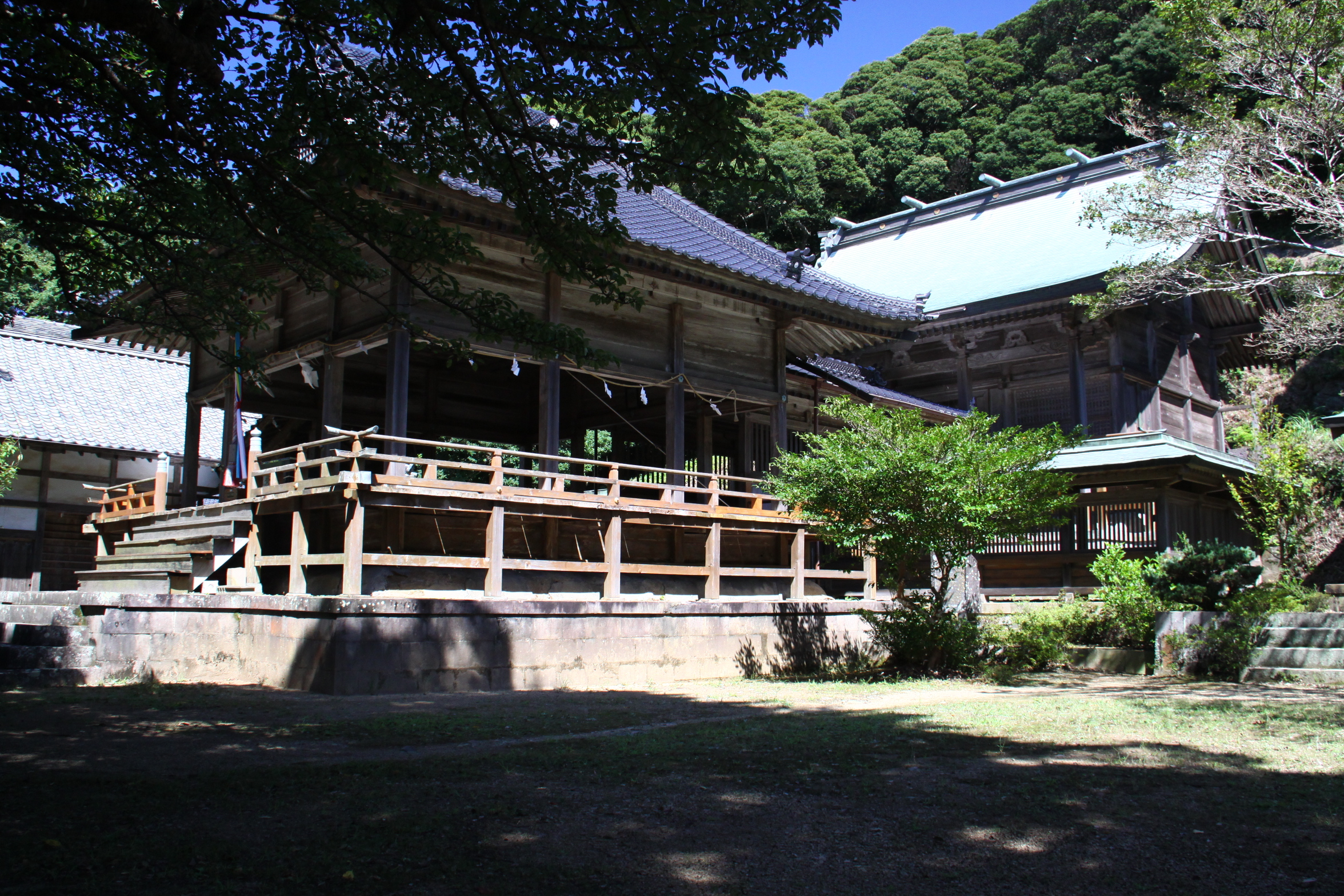
海神神社

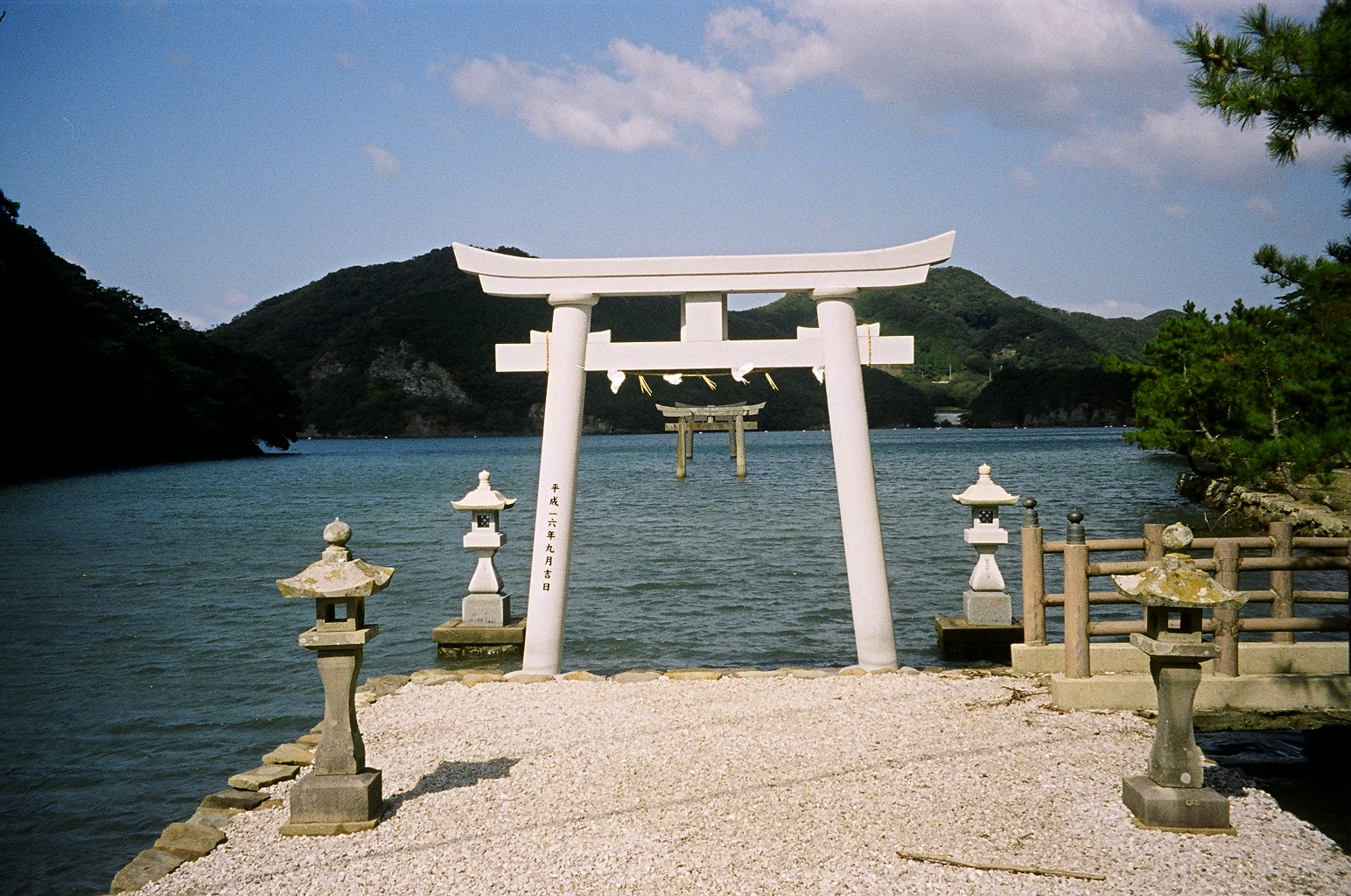
和多都美神社の鳥居

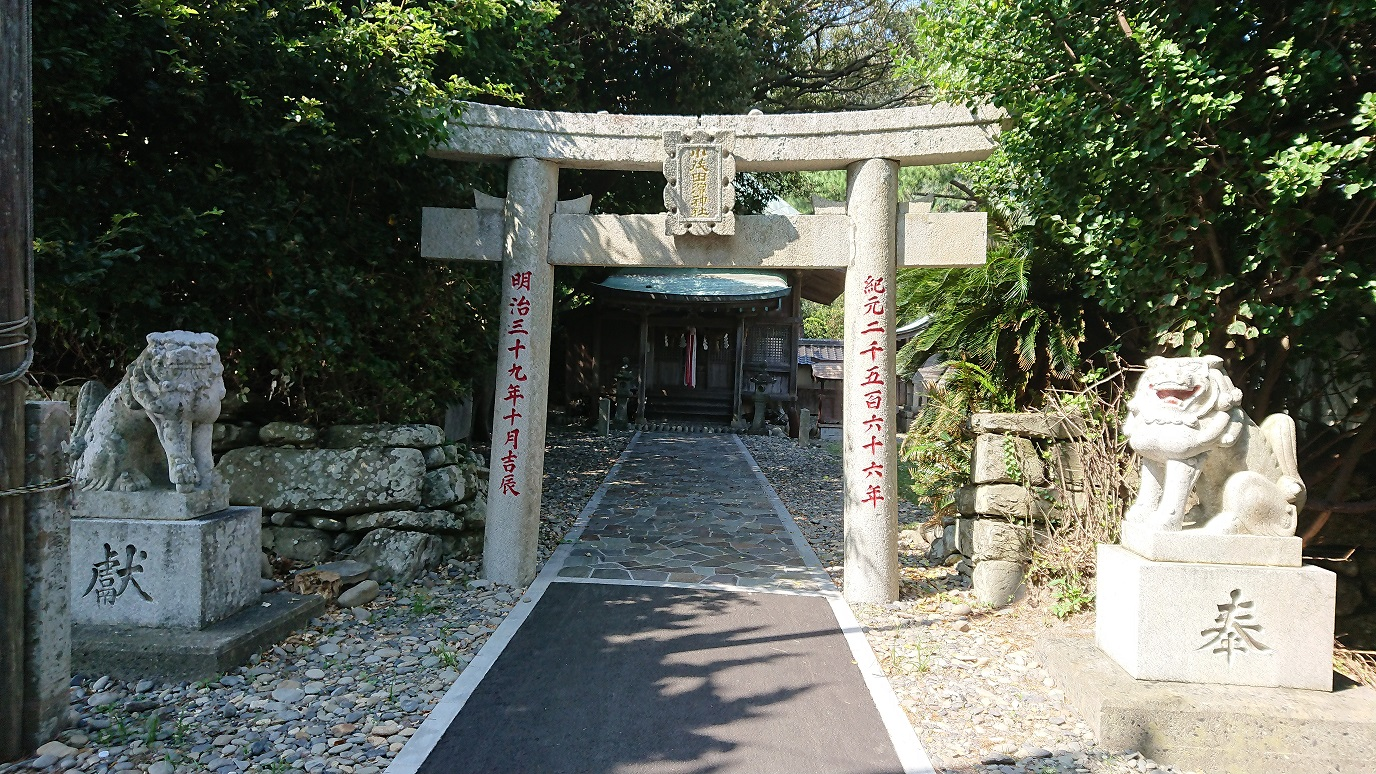
小茂田浜神社

#### 名所
- 砥石渕公園：厳原中心部から徒歩15分のところに所在するソメイヨシノの名所。
- 立亀岩：旅客ターミナルなどがある厳原地区の東側ふ頭と厳原の市街地の間にある、巨大な一枚岩。名前の由来は亀が立っているように見えることから。
- 浅茅山：大山ともいう。古代には防人に親しまれた山であった。
- 烏帽子岳展望所：浅茅湾を一望できる。

#### 旧跡・史跡
- お船江跡：厳原の久田川河口に所在する。寛文3年（1663年）に造成された5基の船着き場。厳原港からさらに深まった入り江に立地する良港で、朝鮮貿易や参勤交代に用いられた。築堤の石積みは当時の原形を保っており、長崎県の県指定史跡となっている。
- 金田城跡：667年に天智天皇によってつくられた山城の跡。黒瀬の城山（）に比定される。国の特別史跡。
- 金石城跡：文禄・慶長の役の際に築かれた平城で、藩政期にも使用された。国の史跡。
- 桟原屋形（桟原城）：1678年（延宝6年）に金石城の大修築に併せて桟原の丘に造られた城郭[110]。
- 清水山城跡：文禄・慶長の役の際に築かれた山城で毛利高政築城によるといわれる。国の史跡。
- 小茂田古戦場跡：1274年、900隻の軍船に分乗した元・高麗の大軍が侵攻、守護代宗助国ら80数名は勇敢に応戦して全員戦死した。浜には記念碑が立ち、小茂田浜神社には偉霊がまつられている。
- 厳原町武家屋敷跡：城下町厳原の武家町に位置し、宮谷一帯などに古びた石垣が続いている。

#### 社寺
- 万松院：宗家10万石の菩提寺で高い格式をほこる。桃山式の朱色の山門で有名。壮大な花崗岩の石塔群は日本3大墓地の1つとなっている。国の史跡。
- 海神神社：対馬市峰町木坂に所在する。名前を変える前の上津八幡宮は対馬国一宮であった。海の女神豊玉姫命を主神とし、彦火火出見尊、宗像神、道主貴神、鵜茅草葺不合命をまつる。
- 和多都美神社：下島にある。鳥居は満潮時には海中に沈む。海幸彦・山幸彦の伝承と龍宮伝説で知られる。海神にまつわる玉の井伝説の跡や満珠瀬、干珠瀬、磯良恵比須の磐座などの旧跡も多い。豊玉姫と彦火火出見尊をまつる。
- 小茂田浜神社:元寇の上陸場所付近のである厳原、西南海岸にある。宗助国を主祭神としてまつる。

#### 交通景観
- 万関橋：上島と下島をむすぶアーチ型の橋。万関瀬戸に架かる。
- 大船越橋：朝鮮海峡から対馬海峡に通じる瀬戸として、宗義真が1671年に開削した大船越瀬戸に架かる橋。それ以前は船を引いて丘を越えていたといわれる[111]。

#### 対馬博物館

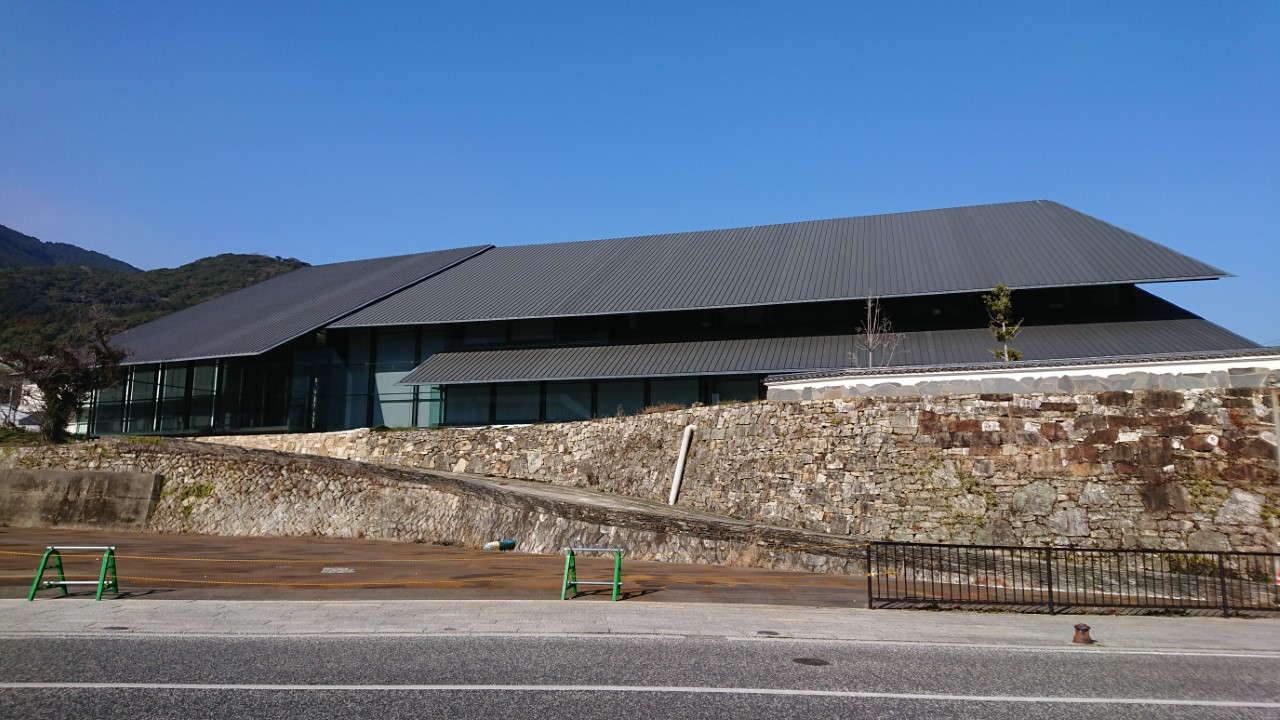
対馬博物館

2020年（令和2年）3月31日をもって閉館した長崎県立対馬歴史民俗資料館の宗家文庫史料をはじめとする古文書を引き継ぎ、長崎県と対馬市が事業主体となり、2022年（令和4年）4月30日に開館。館内に長崎県対馬歴史研究センターが併設されている。対馬藩主だった宗氏ゆかりの資料「宗家文庫」8万点を中心とした11万2000点を収蔵し、うち対馬島内の遺跡出土品、仏教美術、朝鮮通信使関連など約500点を常設展示する。

#### 歴史民俗資料館
- 対馬は歴史の宝庫であり島内に3か所の歴史民俗資料館が存在するのをはじめ、他にも歴史上重要な遺跡や施設がある。
- 峰町歴史民俗資料館：考古資料としては全国に2例しかない「鹿笛」や、琉球や蝦夷でしか獲れない貝を使用した腕輪など
- 豊玉町郷土館：対馬の縄文時代からの資料や青銅器を展示
- 上対馬町歴史民俗資料館：国の史跡「塔の首遺跡」から出土した広鋒銅矛（）などを展示

#### 家屋景観
家々が密集する対馬の集落ではひとたび火災がおこると、その被害は甚大であったため、防火・防風兼用の石積みの塀がつくられた。
- 石屋根：対馬産の分厚い頁岩の一枚板で葺いた屋根。強風に小屋を飛ばされないための工夫である。椎根地区の石屋根が著名。
- 俵物小屋：「ひょうもつこや」「ひょうもんこや」と読む。対馬各地に見られる穀物を保存していた高床建物の小屋。衣類や家財道具も収納されることがあった。火気を用いる居住空間とは離して建設し、万一に備えた[42]。
- 厳原の防火壁：1844年（天保15年）につくられた防火用の壁。

#### 景勝地等
- 浅茅湾：美しいリアス式海岸。近年はシーカヤックがさかんである。

烏帽子岳展望所：浅茅湾を一望できる。
- 目保呂ダム馬事公園：対馬に30頭ほどしか残っていない対州馬を8頭飼育、公開している。乗馬体験もできる。
- 異国の見える丘展望台：近くに海栗島が見え、天候によってはその後方に韓国の釜山市街をみることができる。
- 韓国展望所：あじさいロード沿いにある。付近に棹崎公園がある。
- 鰐浦のヒトツバタゴ：日本最大の群生地で国の天然記念物に指定されている。
- 環境省対馬野生生物保護センター：上県町棹崎公園に位置している。ツシマヤマネコの観察も可能である[113]。
- 舟志川：渓流美で知られ、紅葉の美しさは九州随一といわれる。
- 豆酘崎：玄海に突き出した海岸で点々と岩礁が頭を出している。美女塚伝承地でも知られる。
- 韓国展望所：対馬北端にあり、1997年（平成9年）に旧上対馬町鰐浦に完成[114]。老朽化のため、2023年（令和5年）1月4日から整備工事を実施（工事期間中は立入禁止）し、12月頃までにバリアフリー化（階段撤去）などが行われる[114]。

#### 温泉
- 上対馬温泉（上対馬町）：日帰り入浴施設「渚の湯」がある。弱アルカリ性泉。眺望のよい露天風呂があり秋篠宮文仁親王が入浴されたこともある。
- 峰温泉（峰町）：保健福祉センターや高齢者福祉施設の並ぶ一角に温浴施設「ほたるの湯」がある。源泉掛け流しの温泉で、泉質は無臭の単純泉。
- 真珠の湯温泉（美津島町）：アルカリ性単純泉。神経痛や冷え性に効果がある。

### 郷土料理
代表的郷土料理として知られるのが「石焼き」で、対馬産の石英斑岩をコンロにかけて熱し、油をひいて新鮮な魚貝類や野菜を焼き、タレで食べるというものである。「いりやき」は地鶏に魚介や椎茸を加えた鍋料理であり、「ろくべえ」はサツマイモを細かく砕いて発酵させ、水にさらして、でんぷん質と植物繊維だけを抽出したせんから作った麺に、すまし汁をかけた料理である。また、日本の蕎麦は、対馬を経由して中国から伝えられたといわれており、対州蕎麦は対馬の特産の1つとなっている。
なお、B級グルメとしては「対馬とんちゃん」が知られる。

### 特産物

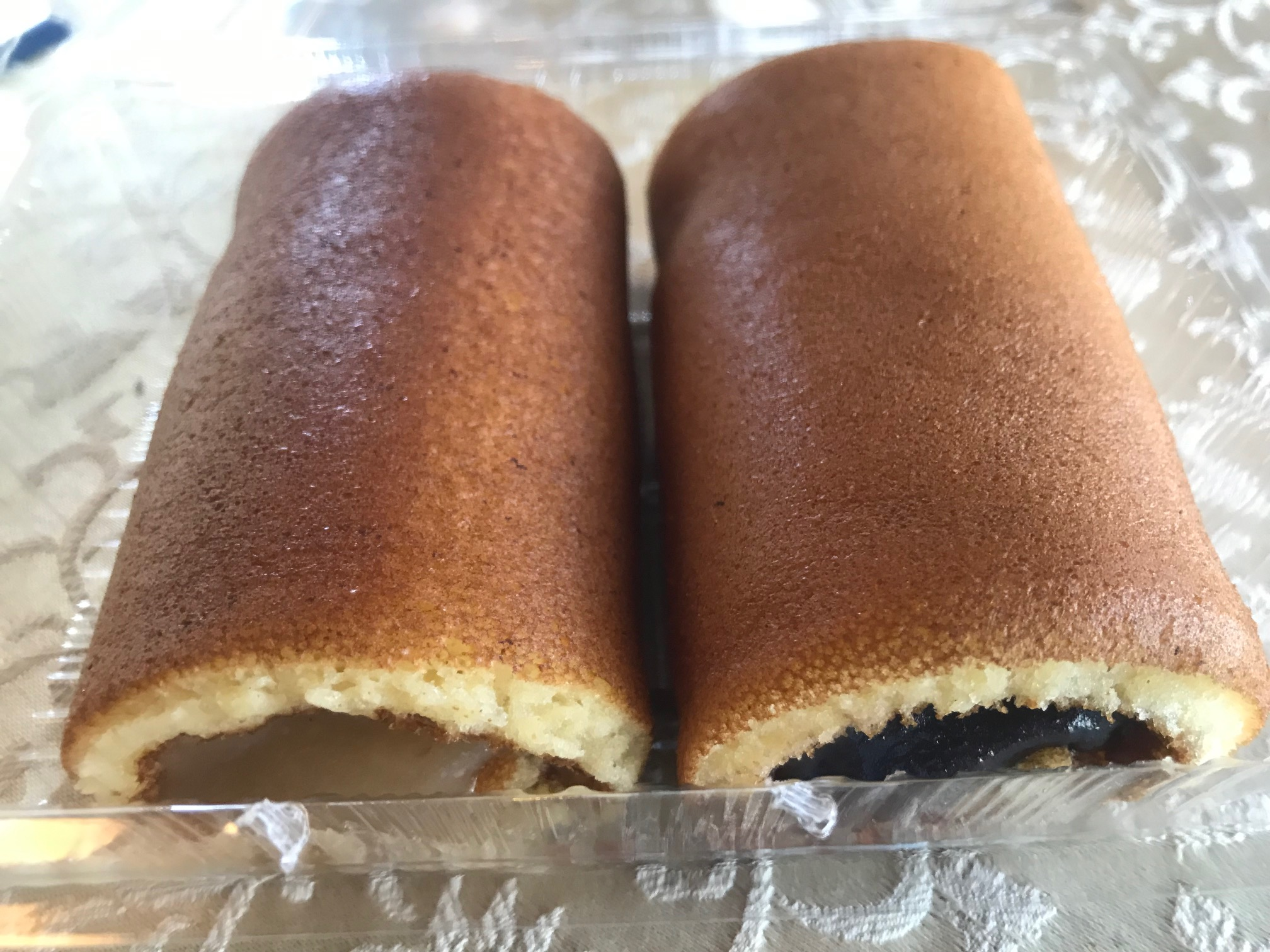
かすまき

シイタケ（ドンコ）、イカの一夜干し、ウニ、日本酒、焼酎、銘菓「かすまき」、対州そば、蜂蜜（ツシマハチミツ）、真珠、若田石硯、対馬焼が名産として知られる。かつては、鉛や青砥（粘板岩製の砥石）、木炭も名産品として知られていた。なお、ツシマハチミツの巣箱「蜂洞」は、国土交通省「島の宝100景」に選ばれている。

### 釣り場
おもな釣りポイントとしては、舟志湾、大浦湾、佐須奈湾、三根湾、佐賀湾、長崎鼻、浅茅湾、神崎灯台下、大梶鼻、小茂田波止、豆酘崎がある。
魚種は豊富で、年間を通してタイやチヌ、冬季から早春にかけてクロ（メジナ）、春から夏にかけてアラカブ、メバル、イシダイ、サヨリ、夏から秋にかけてはキス、イサキ、ベラ、ヒラス、夏の夜釣はアジ、サバ、タチ、イサキ、イカなどが釣れる。

### 海水浴場
上島に三宇田海水浴場、井口浜海水浴場、湊浜海水浴場、茂木海水浴場、下島に美津島海水浴場、小茂田浜海水浴場、尾浦海水浴場、安神海水浴場、豆酘板形海水浴場の各海水浴場がある。

## 交通

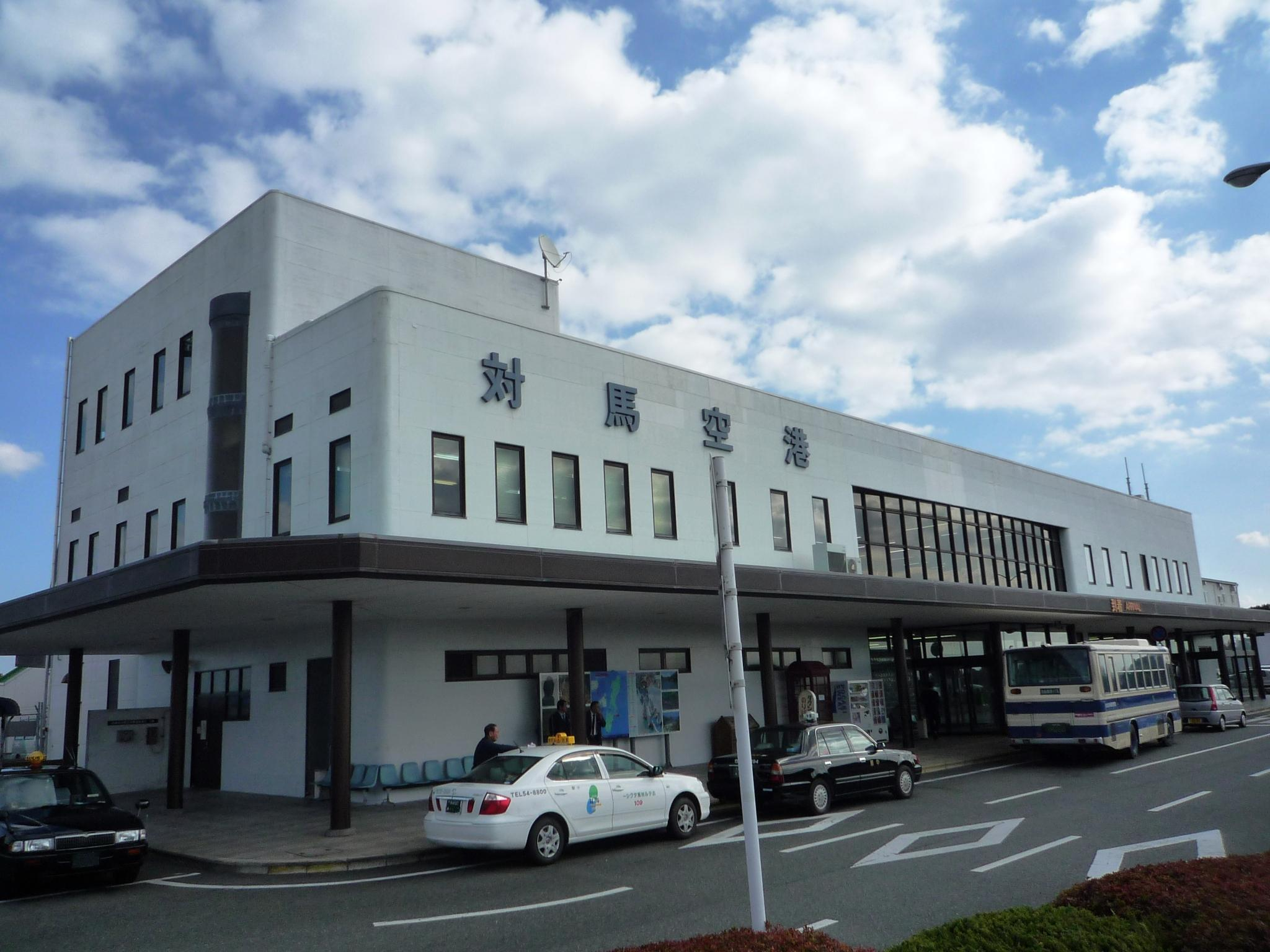
1975年に開港した対馬空港

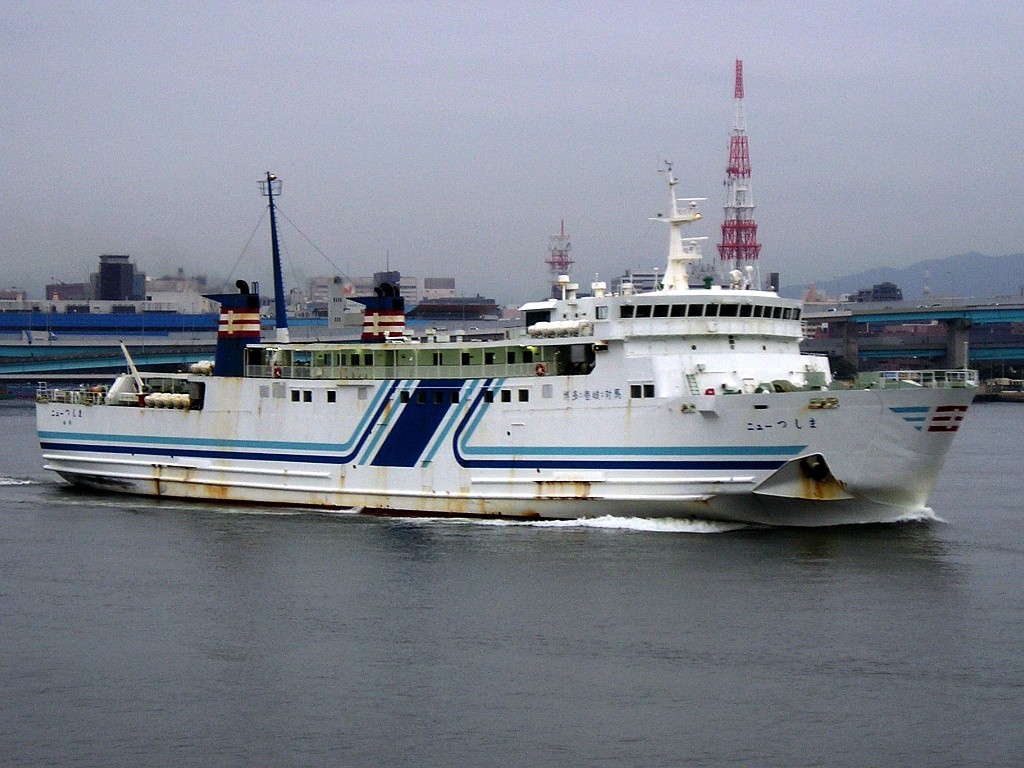
九州郵船のフェリー「ニューつしま」

### 島内交通
道路は、比田勝（上島北東岸）から上島西部、下島北部東岸を経て厳原に至る国道382号が整備され、厳原から下島を時計回りにほぼ一周して雞知（下島東岸中部）に至る長崎県道24号厳原豆酘美津島線と上島東岸沿いを走る長崎県道39号豊玉上対馬線ともに縦貫道路として南北をむすぶ動脈となっている。主要地方道はこの2路線の他に4路線、一般県道は9路線がある。
公共交通機関は、バス（対馬交通・対馬市営バス）、タクシー、浅茅湾内を運航する市営渡船がある。
坂道の多い対馬では、かつては小型で足腰の強い対州馬が農耕用のみならず、人々の移動手段として重要な役割を果たしていた。また、島内には、岬を一つへだてただけの隣村でも陸上の道がなく、船以外では行けない箇所がいくつもあったという。

### 島外への交通

#### 航空
- 対馬空港
  - 全日本空輸(ANA)[119]
    - 福岡空港

  - オリエンタルエアブリッジ(ORC)[120]
    - 福岡空港
    - 長崎空港

対馬空港は1975年（昭和50年）、旧美津島町の白蓮江山の山頂を切り開いて建設された。

#### 航路
特記を除き、旅客営業を行っている航路を記載している。

##### 国内航路
- 厳原港
  - フェリー：壱岐市経由、博多港（福岡市） 行き（直行便もあり。旅客航路は九州郵船が、貨物専業は対州海運、壱岐・対馬フェリーが運航）
  - 高速船：壱岐市経由、博多港 行き（直行便もあり。九州郵船がジェットフォイルで運航）
- 比田勝港
  - フェリー：博多港 行き（九州郵船が運航）
  - ジェットフォイル：博多港行き（JR九州高速船による国際線との混乗）
  - かつては九州郵船がジェットフォイルを運航していた。

##### 国際航路
いずれの航路も、韓国の釜山広域市にある釜山港との間を高速船で運航している。
- 厳原港・比田勝港 : 大亜高速海運「オーシャンフラワー」
- 厳原港 : 未来高速「コビー」
- 厳原港 ：対伸「ブルーつしま」（カーフェリー）
- 比田勝港 : 韓日国際海運 「オーロラ」

このほか巨済から対馬経由で壱岐を結ぶフェリーが計画されている。

## メディア

### 放送・通信
島内をサービスエリアとして対馬市CATVが運営されている。実際の運営は指定管理業者が行っており、2008年11月1日からはコミュニティメディア（本社は長崎市に所在）が指定管理業者となっている。

### 新聞
- 対馬新聞社（週刊）
- 長崎新聞社対馬支局